# مطبخ برلين

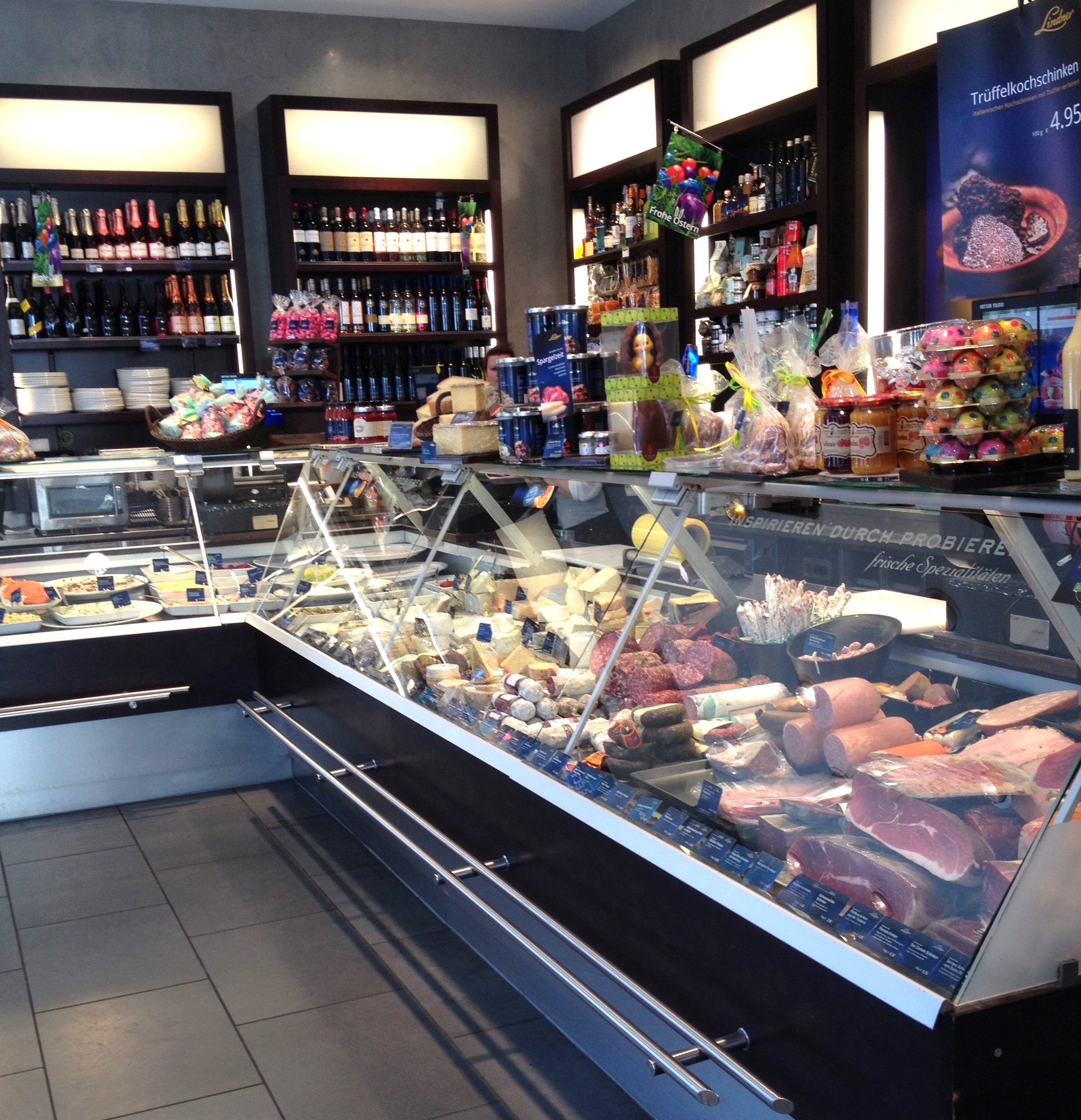
ديلي في برلين

يصف مطبخ برلين الجوانب المختلفة للعروض الطهوية في المدينة. فمن جهة، يشير إلى المطبخ التقليدي للأسر البرلينية الذي يضم أطباقًا من المطبخ الألماني. ومن جهة أخرى، يشير غالبًا إلى المطاعم الشعبية والمطابخ السريعة ذات الطابع الريفي، والتي أصبحت أكثر طابعًا عالميًا بسبب موجات الهجرة العديدة منذ عام 1945 وعام 1990.   وبعد عام 2000، ظهرت في برلين العديد من المطاعم الراقية.

## تاريخ

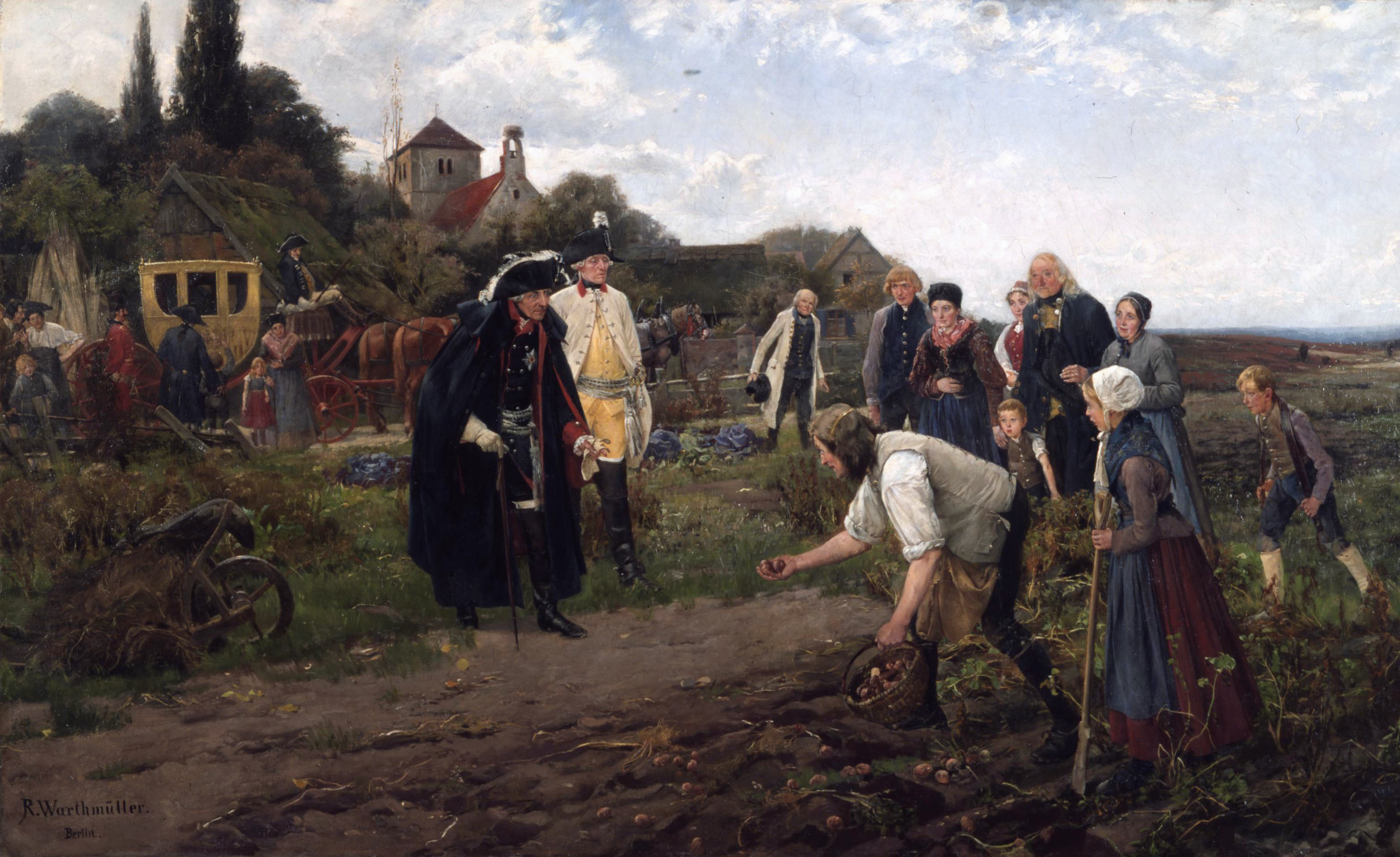
الملك فريدريك الكبير يتفقد زراعة البطاطس حوالي عام 1750

حتى نهاية القرن التاسع عشر، كان مطبخ برلين مطبخًا بسيطًا يركز على الطعم الغني والإشباع بدلًا من الرقي أو التعقيد. في القرن السابع عشر، استقر عدد كبير من الهوغونوتيين في برلين وجلبوا معهم تقاليدهم في الطهي.  وقد دمج المطبخ البروسي البروتستانتي هذه التأثيرات بشكل أساسي من خلال التبسيط.
كانت المكونات النموذجية تشمل لحم الخنزير والأوز , والأسماك مثل سمك الشبوط والأنقليس والبايك. بالإضافة إلى الملفوف والبقوليات مثل البازلاء والعدس والفاصوليا وكذلك البنجر والخيار والبطاطس . من اللافت للنظر – من وجهة نظر اليوم[متى؟] – لاستخدام المتكررلجراد البحر النبيل ، الذي كان من الممكن اصطياده بكثرة في برلين خلال القرنين الثامن عشر والتاسع عشر.[بحاجة لمصدر]
مع تأسيس الإمبراطورية الألمانية ، صبحت برلين عاصمة لإمبراطورية عالمية، وأدى قدوم السكان من مقاطعات مختلفة إلى توسيع تقاليد الطهي في المدينة، وبدأ المطبخ البرليني يكتسب طابعًا دوليًا. كما أضيفت طرق تحضير يهودية وشرق أوروبية ، مما وسّع قائمة الأطعمة في العاصمة.[بحاجة لمصدر]

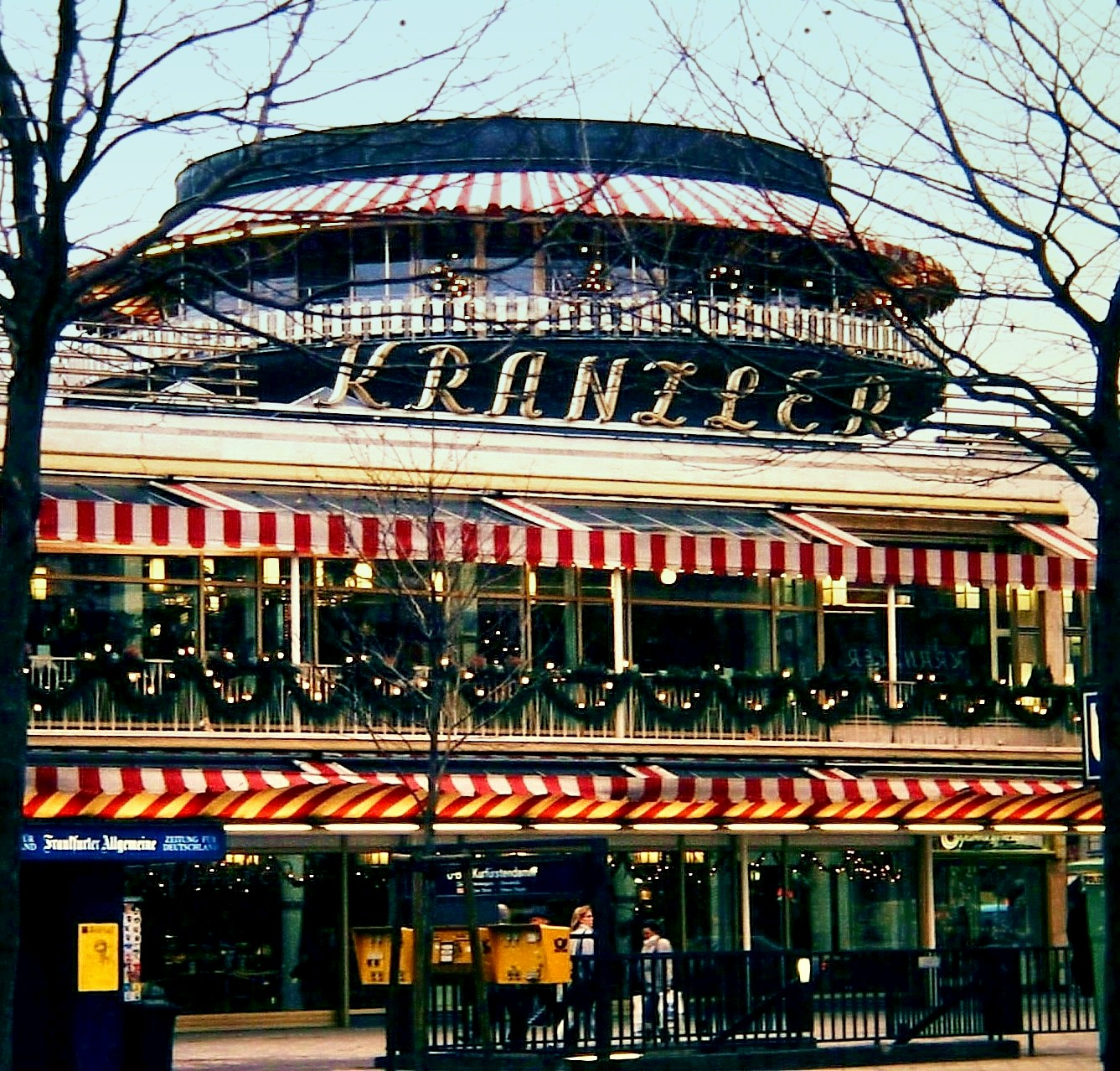
مقهى كرانزلر في عام 1988

في عشرينيات القرن الماضي، كانت برلين واحدة من أكبر المدن في العالم. وقدمت العديد من الفنادق والمطاعم الكبرى أطباقًا متنوعة. لكن النظام النازي والحرب العالمية الثانية التي تبعته، وضعا حدًا لهذا التنوع الطهوي. ففي الجزء الشرقي ، من المدينة، الذي أصبح عاصمة فعلية لجمهورية ألمانيا الديمقراطية ، اختفى تقريبًا مفهوم فن الطهي الراقي، ولم تظهر التأثيرات الدولية لعدة عقود. أما في الجزء الغربي ، فقد تعافت ساحة المطاعم ببطء من هذا الانقطاع.
افتتحت أولى المطاعم المتخصصة في المطبخ الراقي في مدينة الغرب التي أعيد بناؤها بعد الحرب. خلال فترة انقسام برلين ، ظل قسم الأطعمة الفاخرة في متجر كا دي فيه KaDeWe واحدًا من أكبر أقسامه من نوعه في العالم، وما زال يحظى بشعبية كبيرة بين سكان المدينة والسياح على حد سواء. 

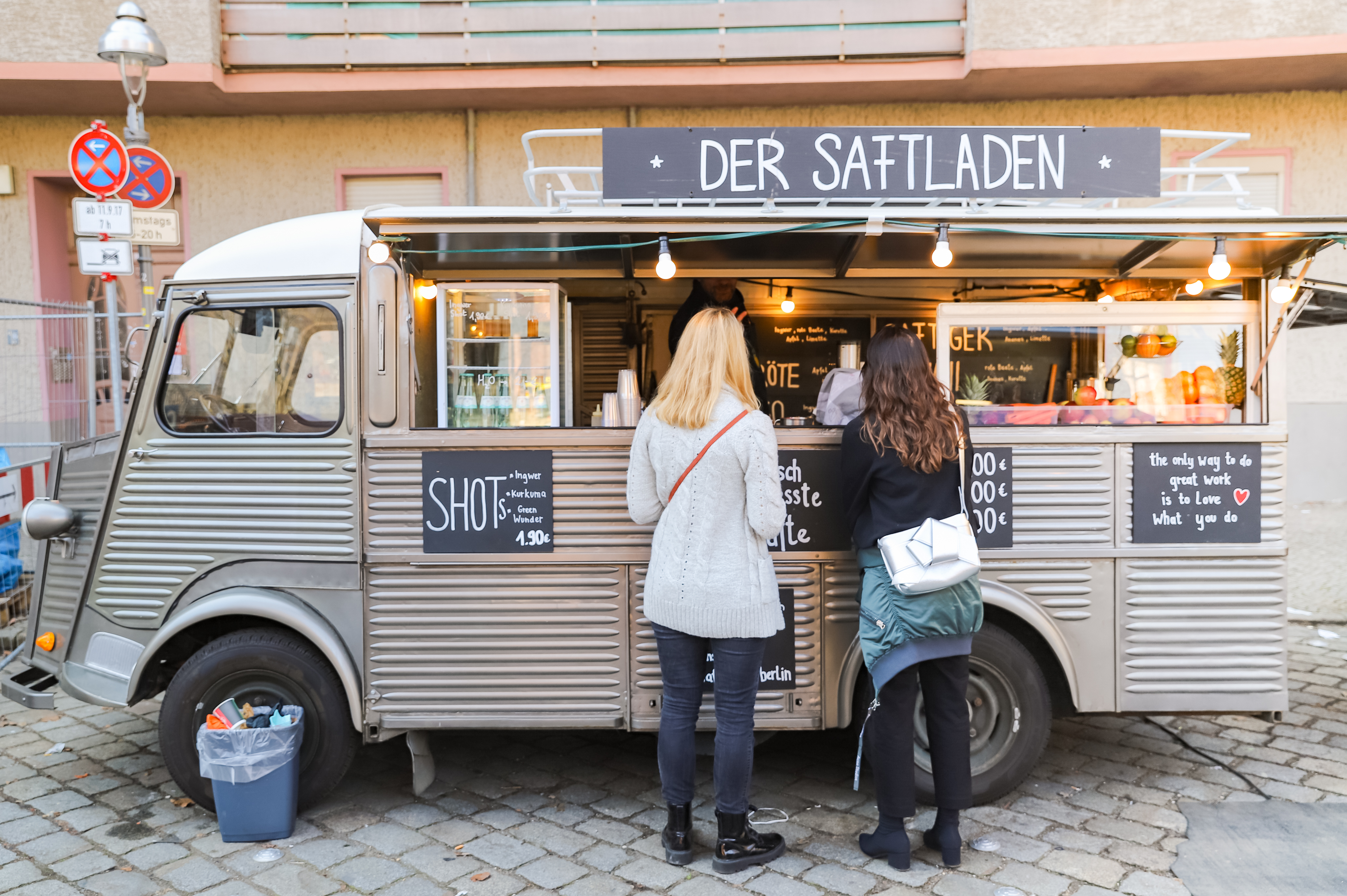
شاحنة عصير في عام 2019

يُقال إن سجق الكاري البرليني كاري فيرست تم اختراعه في عام 1949 بواسطة هيرتا هوير من كونيجسبيرج ، االتي كانت تدير حينها كشكًا صغيرًا لبيع الوجبات الخفيفة في شارلوتينبورج . 
في عام 1958، افتتح مقهى Kranzler في Kurfürstendamm ، وكان يهدف إلى استعادة ثقافة المقاهي قبل الحرب. وحقق المقهى خلال السنوات التالية مكانة مرموقة كمؤسسة بارزة في برلين الغربية . 
بسبب هجرة العمالة بعد الحرب العالمية الثانية ، أعاد المطبخ البرليني إلى التدويل مرة أخرى. ويقال إن المهاجرين الأتراك اخترعوا كباب الدونر في كرويتسبرغ في السبعينيات، والتي تُعتبر الآن واحدة من أشهر الوجبات الخفيفة التقليدية في برلين.  
منذ إعادة توحيد ألمانيا في عام 1990 على الأقل، تمكنت برلين من إعادة ترسيخ مكانتها كمدينة كبرى لعشاق الطعام. حتى في الجزء الشرقي السابق مثل منطقتي ميتة وبرينتسلاور بيرغ ، توجد الآن العديد من المطاعم التي تقدم أطباقًا ذات طابع دولي. 

## أوقات الوجبات
يتكون الفطور غالبًا من لفائف الخبز مع المربى أو اللحوم الباردة والجبن، ويُرافقه القهوة أو الشاي أو العصير. كان الغداء تقليديًا هو الوجبة الرئيسية في اليوم، لكن في العصر الحديث، ومع عمل البرلينيين لساعات أطول وبُعدهم عن المنزل، لم يعد الأمر كذلك. وأصبحت الوجبة الرئيسية غالبًا تُتناول في المساء.

## أطباق

### أطباق اللحوم
- كبد على طريقة برلين - كبد عجل مقلي مع البصل وشرائح التفاح على البطاطس المهروسة
- نقانق الكاري
- كاسلر - لحم خنزير مشوي مملح ومدخن
- أوزة مشوية - عشاء عيد الميلاد التقليدي في العديد من المنازل في برلين
- Königsberger Klopse – كرات اللحم مع الأنشوجة وصلصة الكبر
- دونر كباب
- نشرة

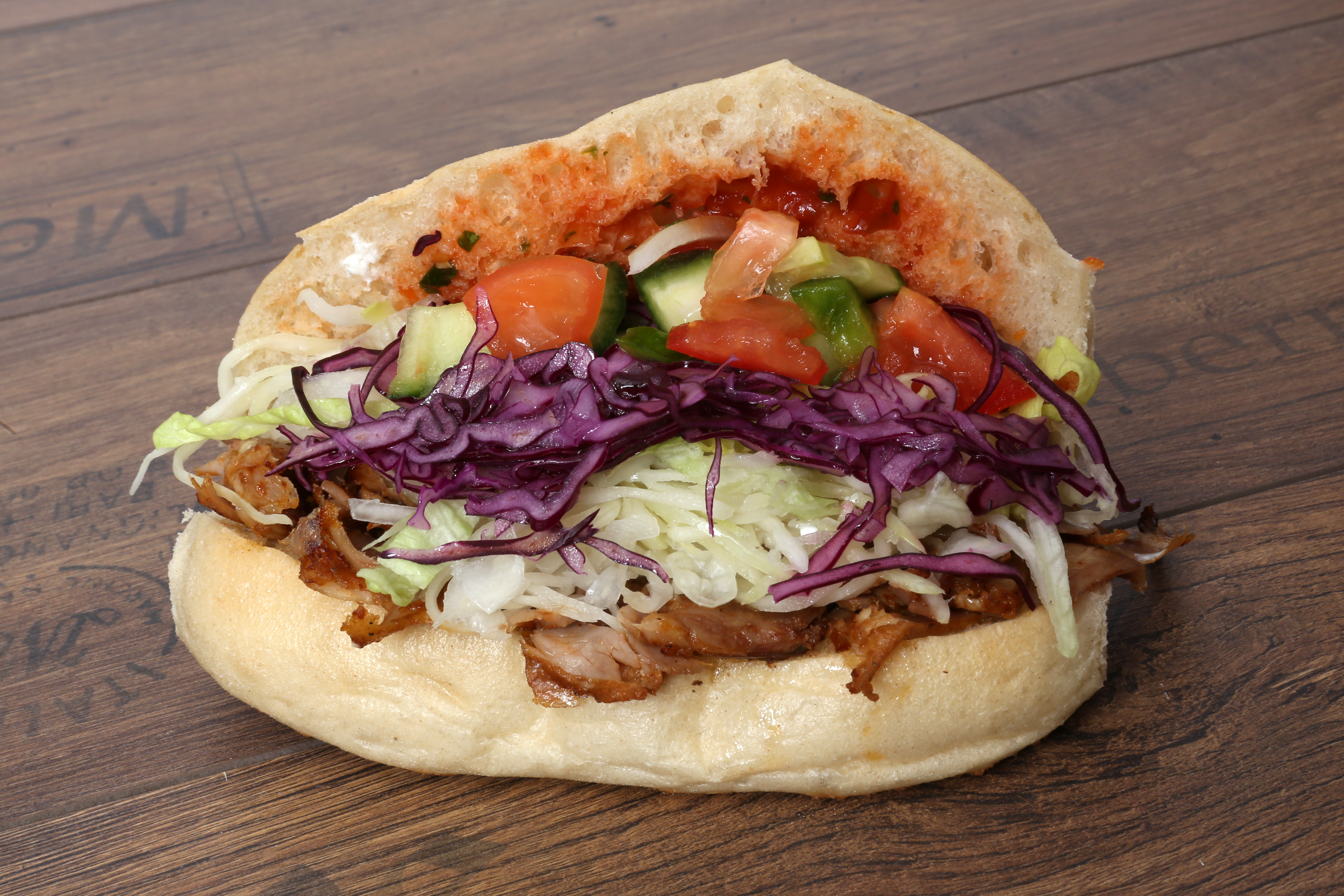
شاورما دونر
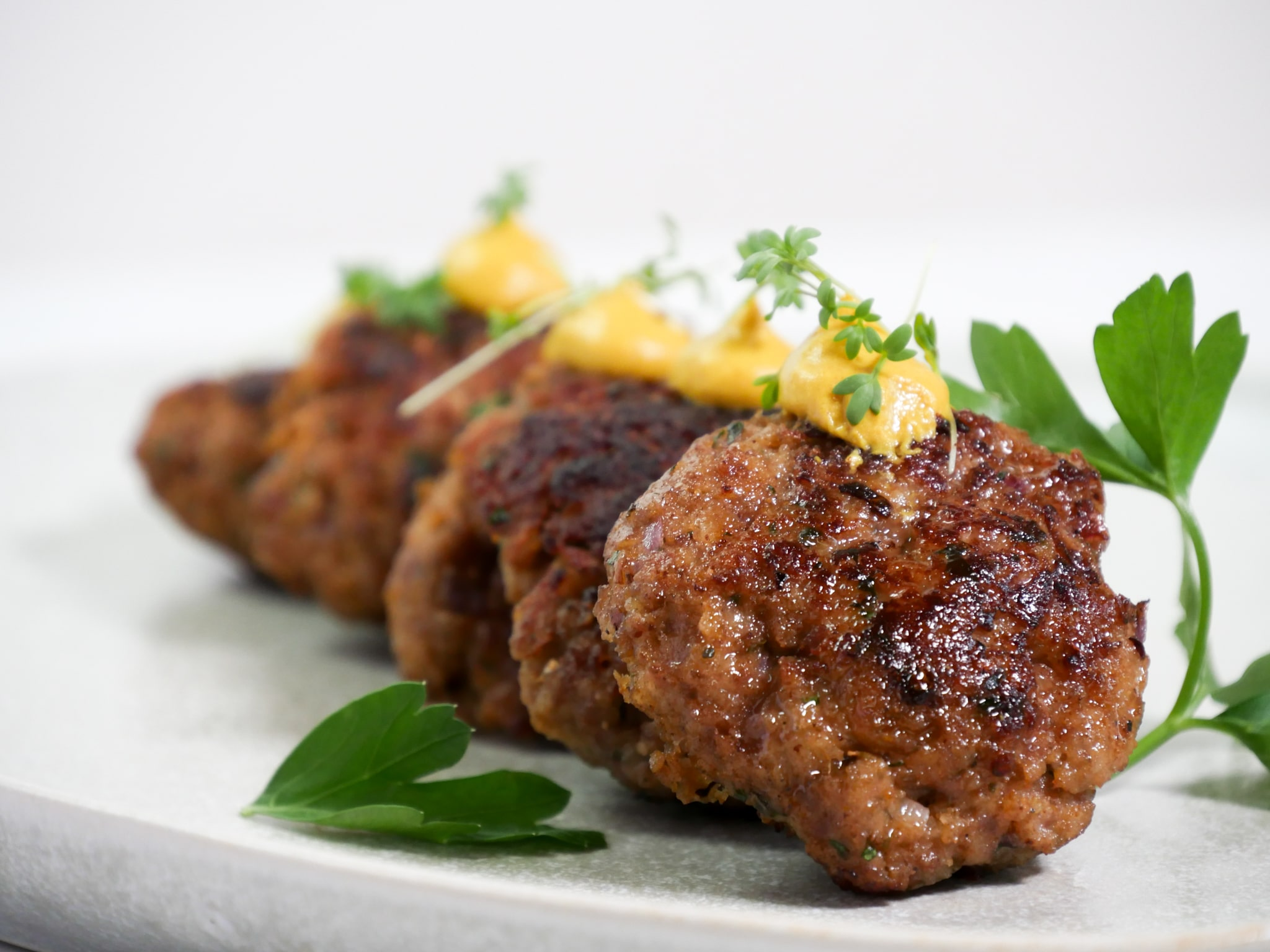
بوليتن كرات اللحم المقلية
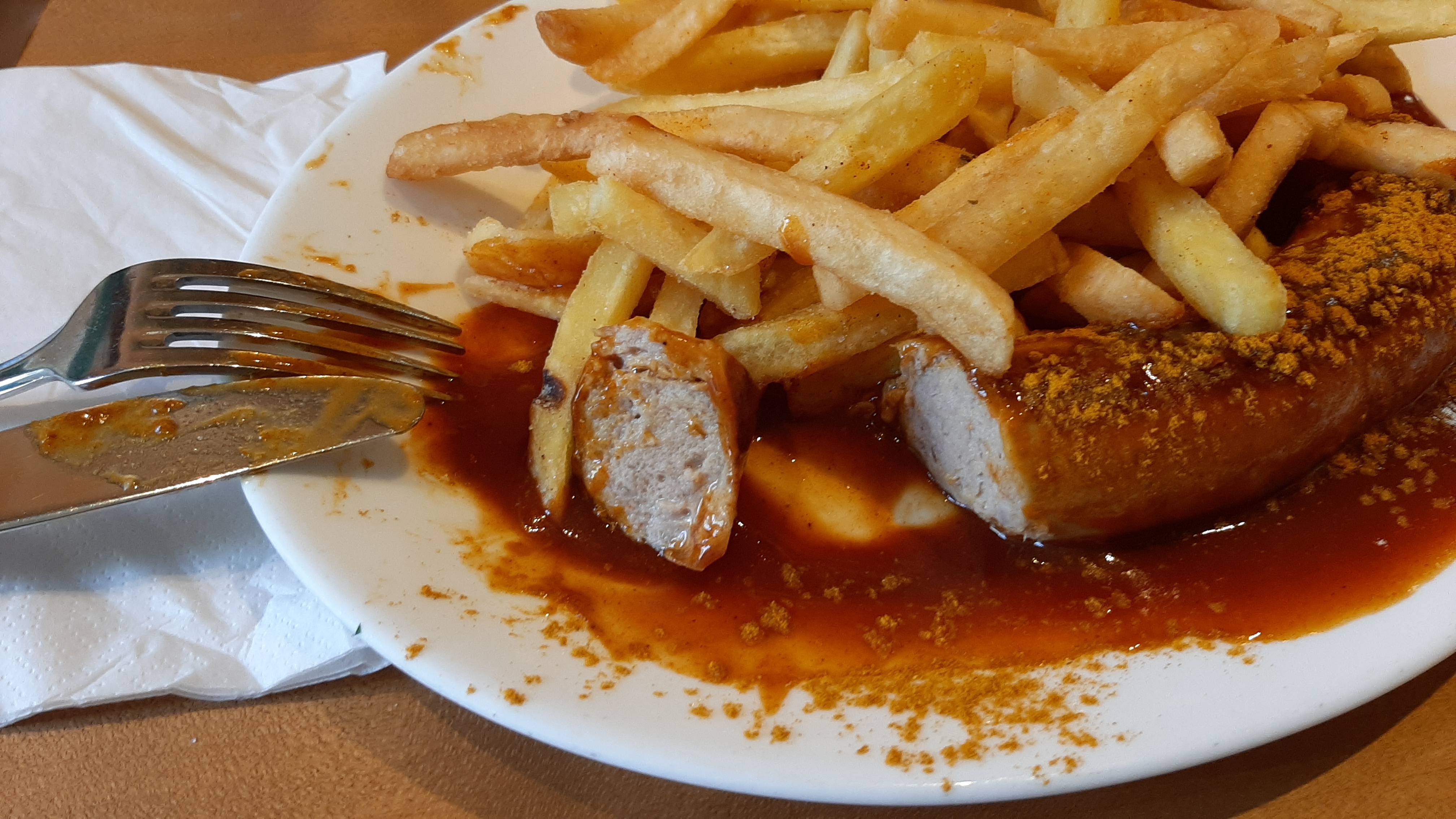
نقانق الكاري مع البطاطس المقلية
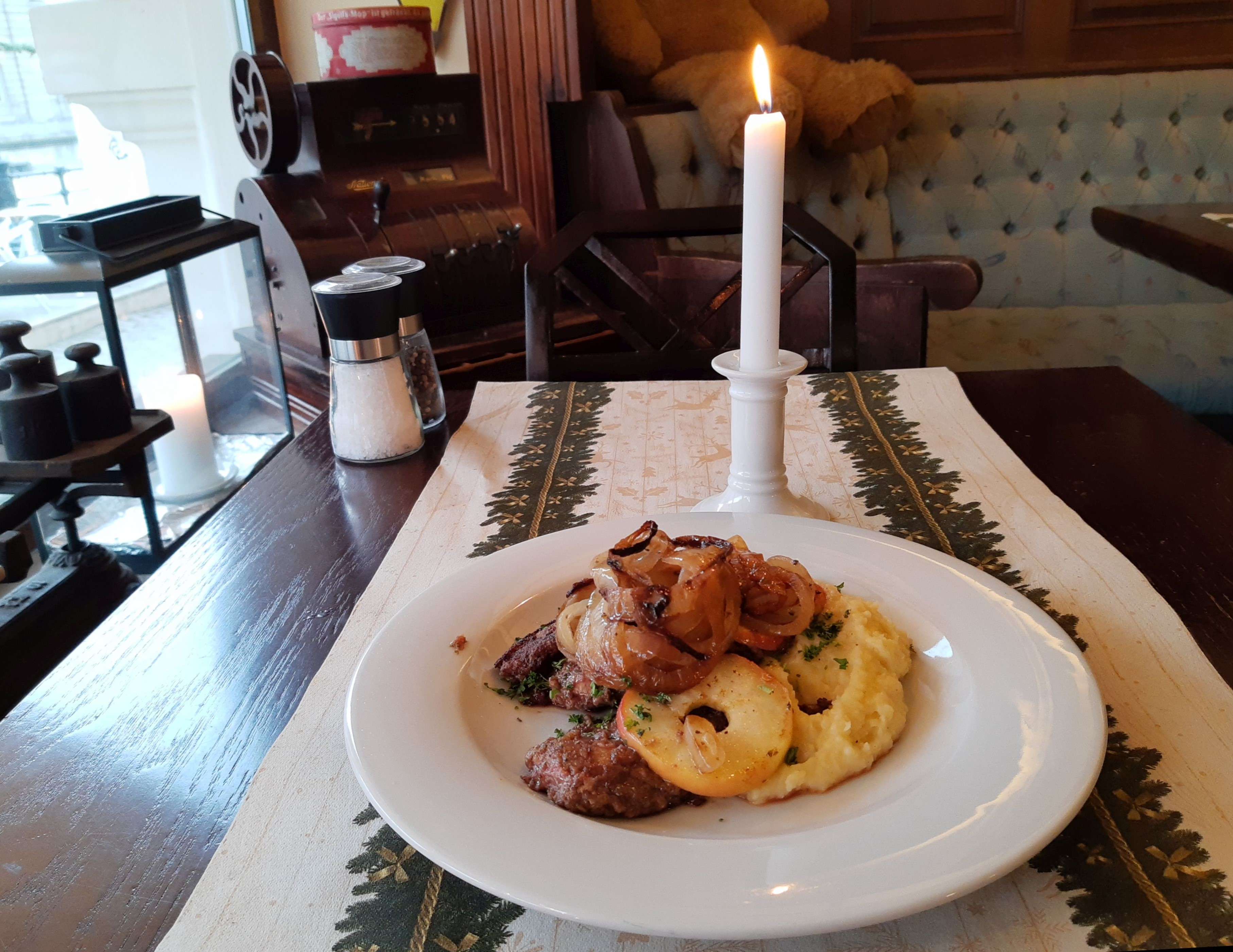
"كبدة على الطريقة البرلينية" (كبدة عجل مع التفاح والبصل)
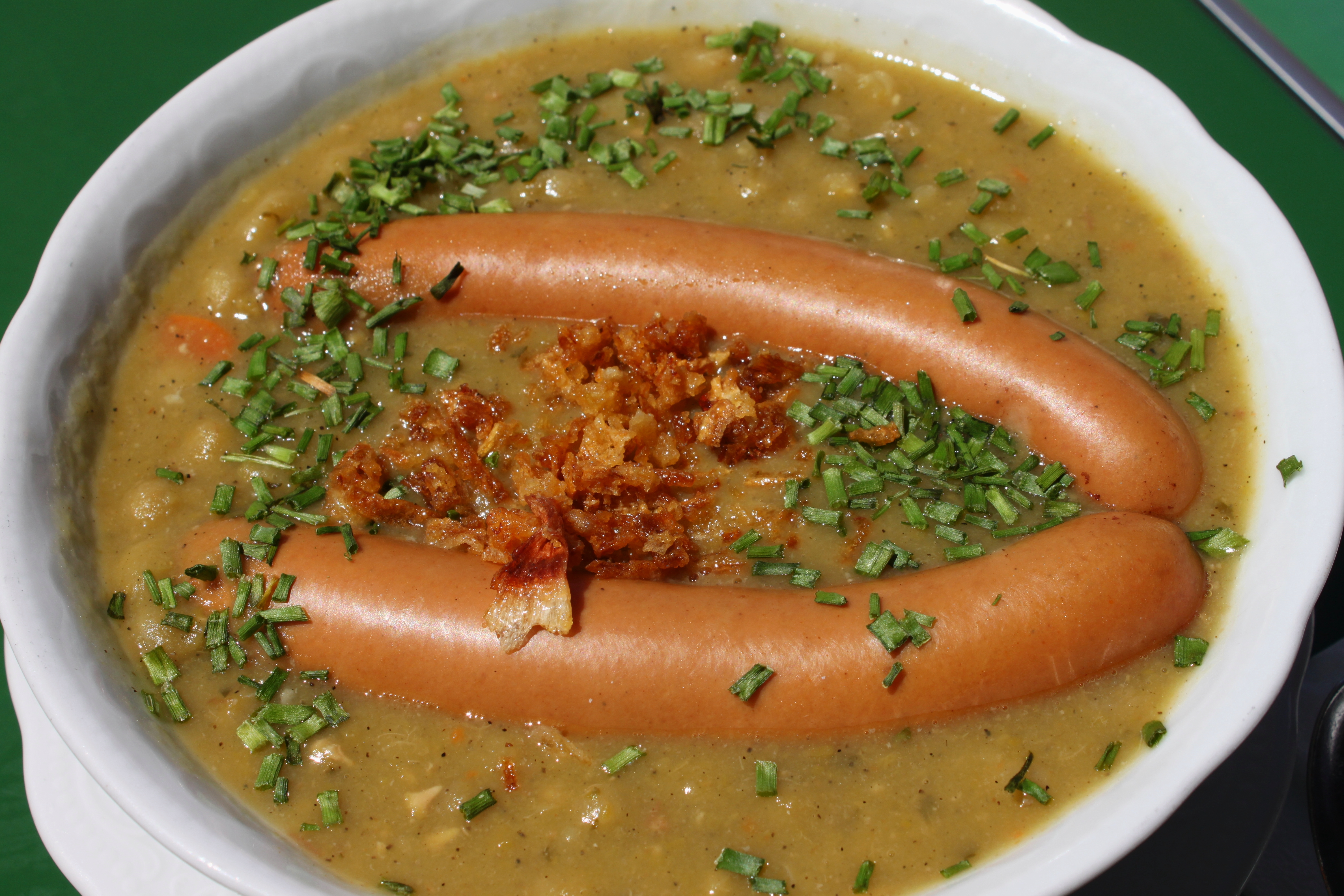
حساء البازلاء مع النقانق

### أطباق السمك
- رولموبس – شرائح سمك الرنجة المخللة
- "سمك الشبوط البولندي" - سمك الشبوط في صلصة خبز الزنجبيل
- هيشت مع زبدة كارتوفلن
- "آل جرون" - ثعبان البحر في صلصة الأعشاب

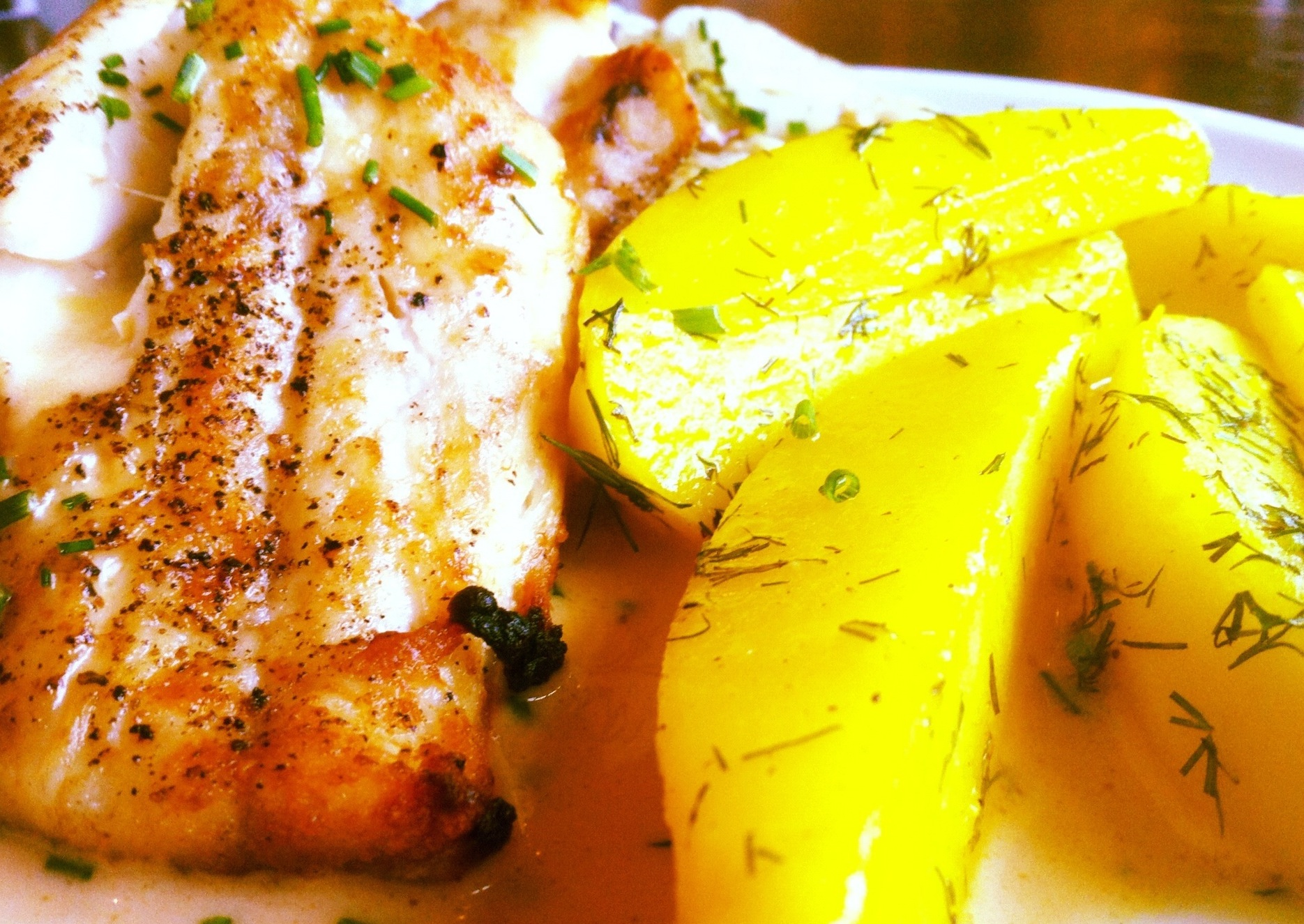
شرائح سمك الكاوي
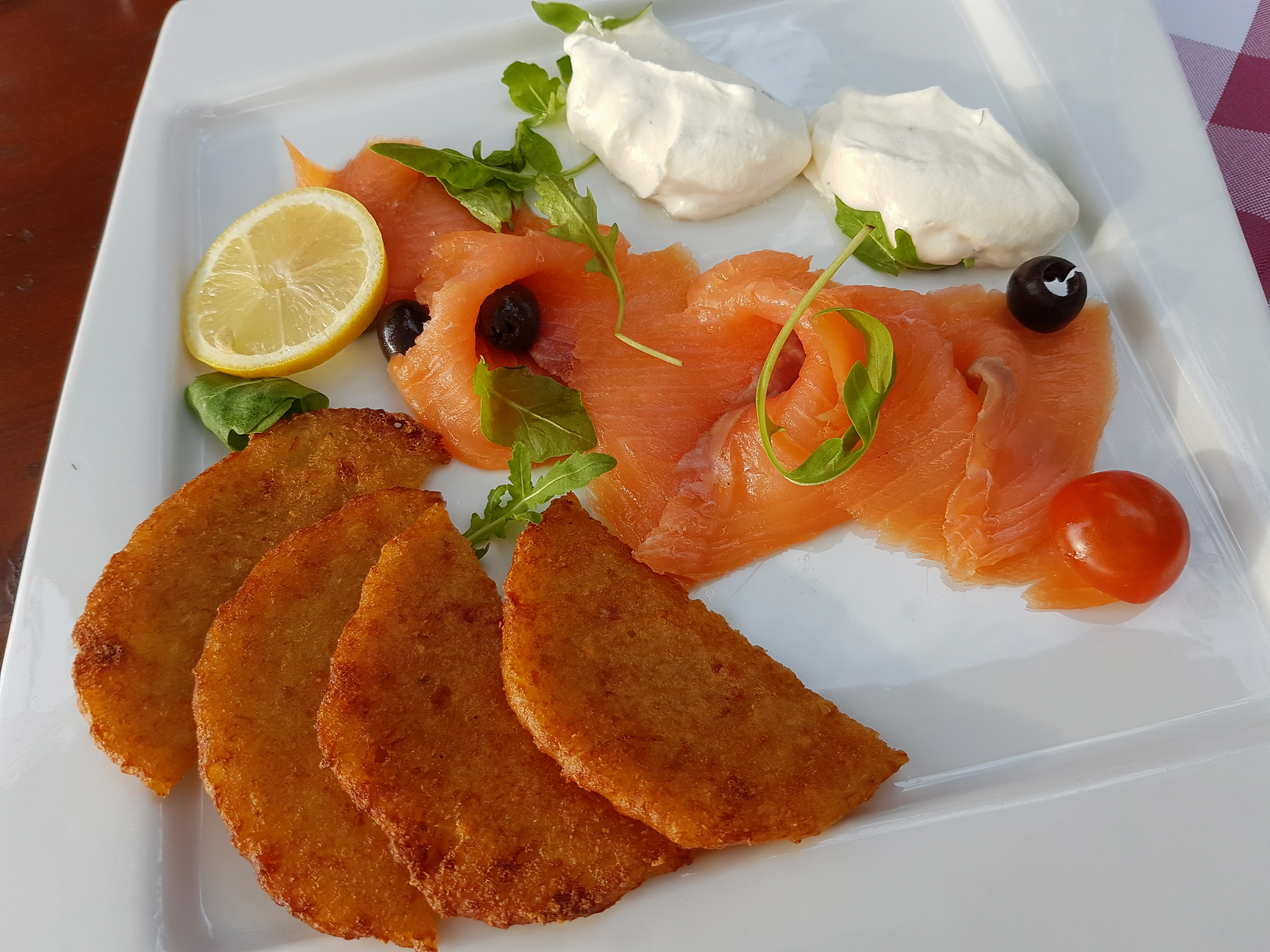
سمك السلمون مع كريمة الفجل وكارتوفيلبوفر
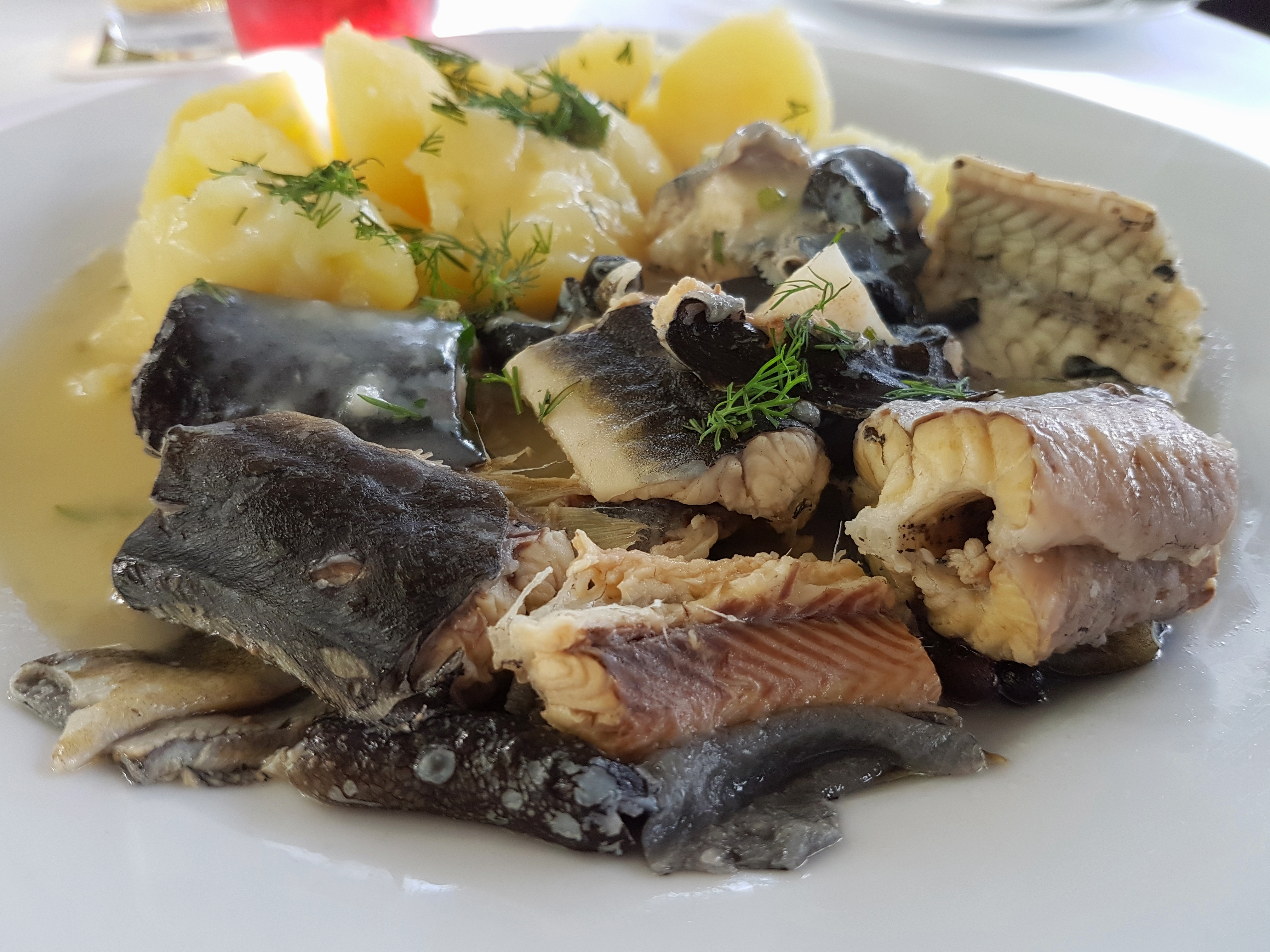
"آل جرون" - ثعبان البحر في صلصة الأعشاب

### أطباق الخضار والأطباق الجانبية
- فطيرة البطاطس - فطيرة البطاطس، غالبًا ما توجد في أسواق عيد الميلاد ، حلوة مع صلصة التفاح والسكر أو دسمة مع سمك السلمون والكريمة والفجل الحار
- Pellkartoffel [الإنجليزية] مع الجبن وزيت بذر الكتان
- Teltower Rübchen [الإنجليزية] - نوع من اللفت ( Brassica rapa var. teltowiensis ) مطهو ببطء في الزبدة والسكر المكرمل؛ يُقدم كطبق جانبي
- مخلل الملفوف
- Bratkartoffeln – يُقدم كطبق جانبي أو طبق رئيسي مع بيضة مقلية
- الهليون مع صلصة هولنديز
- Linseneintopf [الإنجليزية] - نوع من حساء العدس

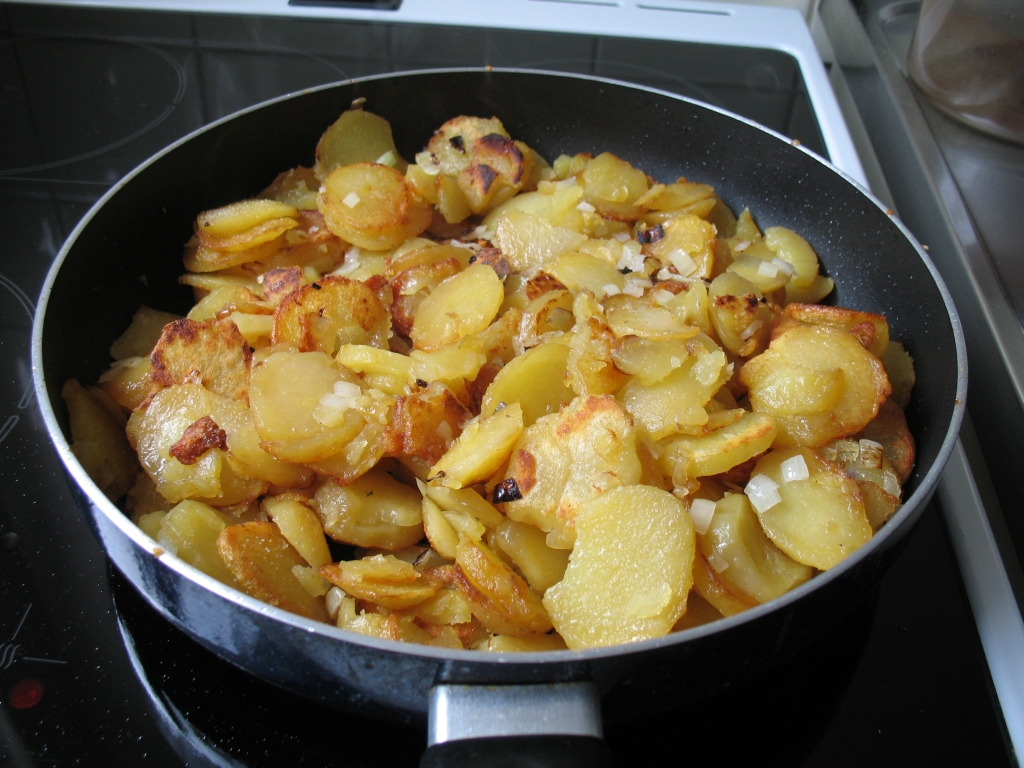
براتكارتوفيلن
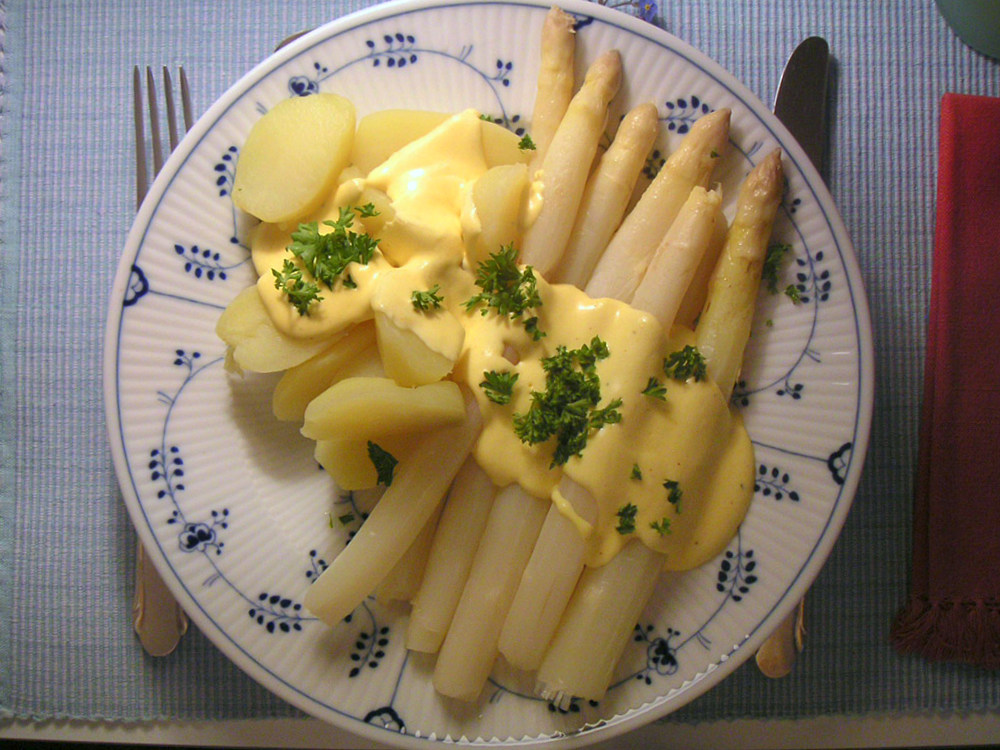
الهليون مع صلصة هولنديز
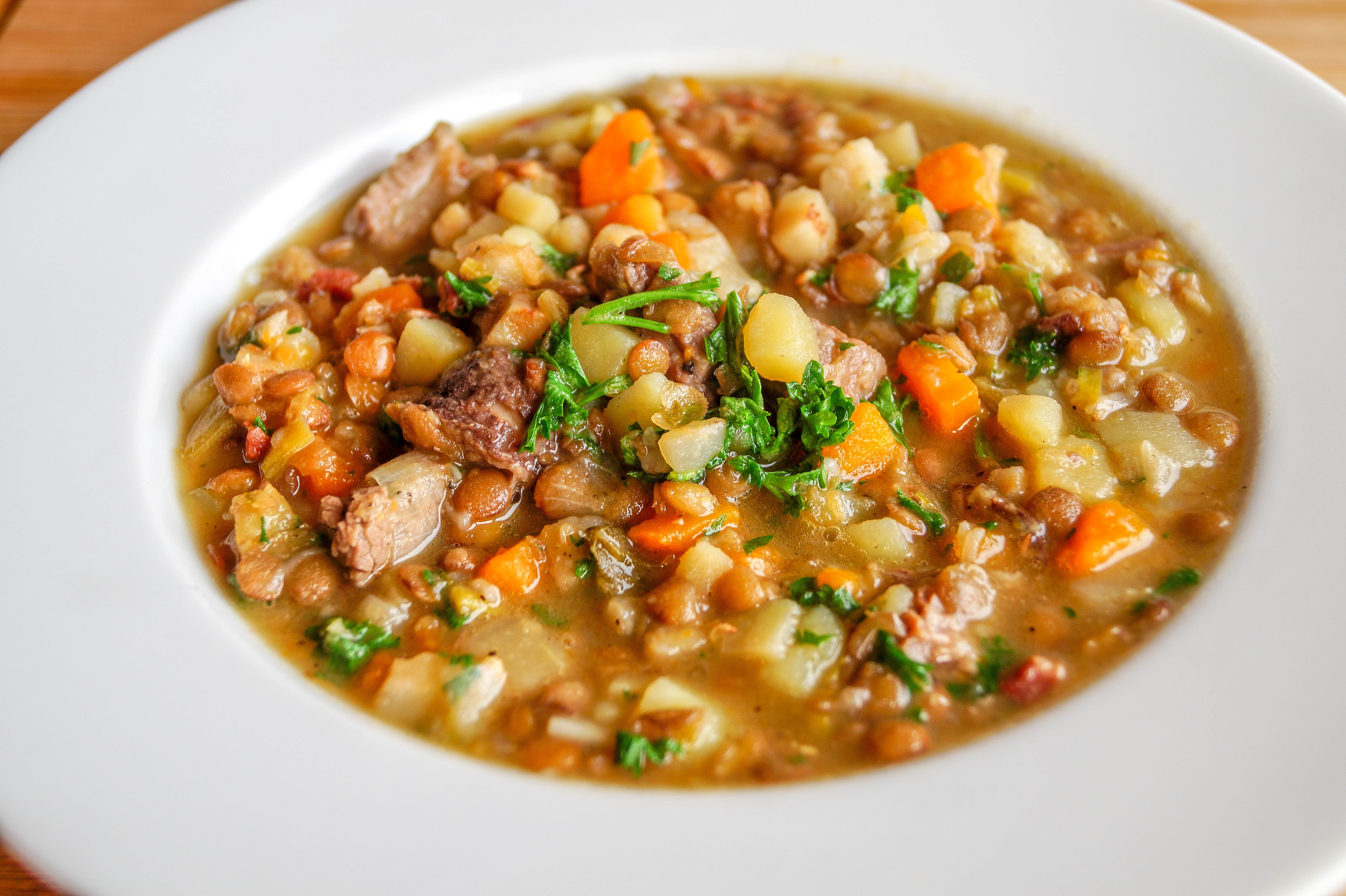
شوربة العدس

## الحلويات

### حَلوَى
- "برلينر لوفت" - ( "هواء برلين" ) كريمة نبيذ أبيض مع صلصة التوت
- "موهنبيلين" - بودنغ الخبز مع بذور الخشخاش
- "روت جروتز" (‎de‏ ) – فاكهة حمراء مطهوة عادة ما تقدم مع صلصة الفانيليا

- "برلينر" أو Berliner Pfannkuchen
- نابفكوخن برلينر – كعكة الخميرة مع الزبيب
- كعك برلينر - كعكة الجبن المصنوعة من كتلة الجبن الرائب مع الزبيب والروم على قاعدة من العجين القصير
- "Liebesknochen" ( "عظم الحب" ) - كلمة ألمانية تعني Eclair
- كعك الفقاعات مع الستريوسلن

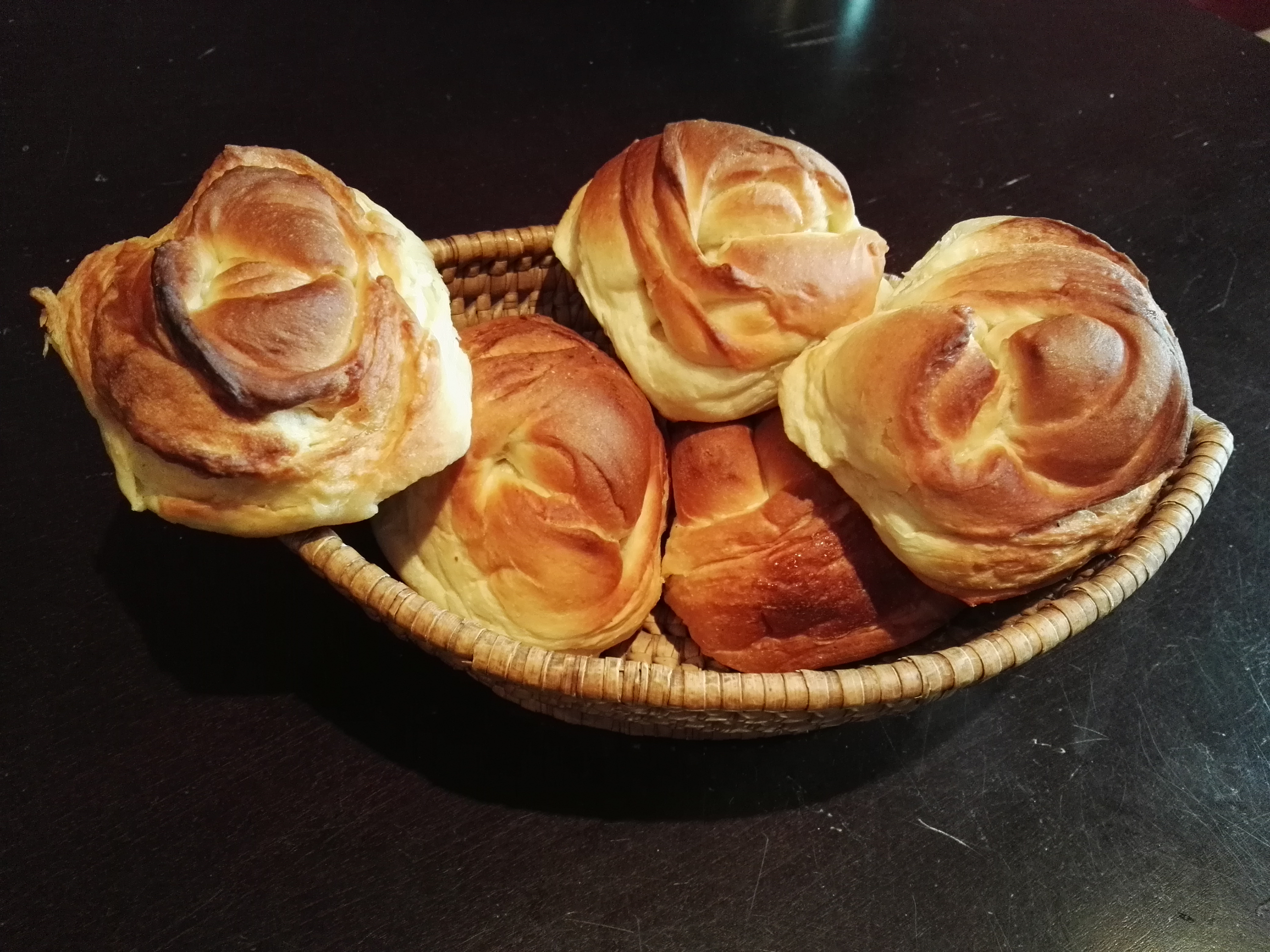
خبز سبليتر
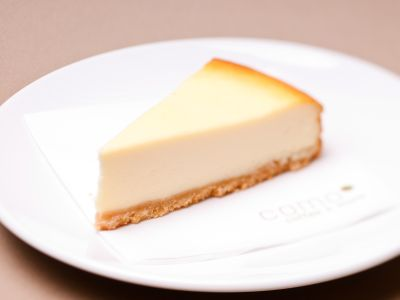
كعكة الجبن
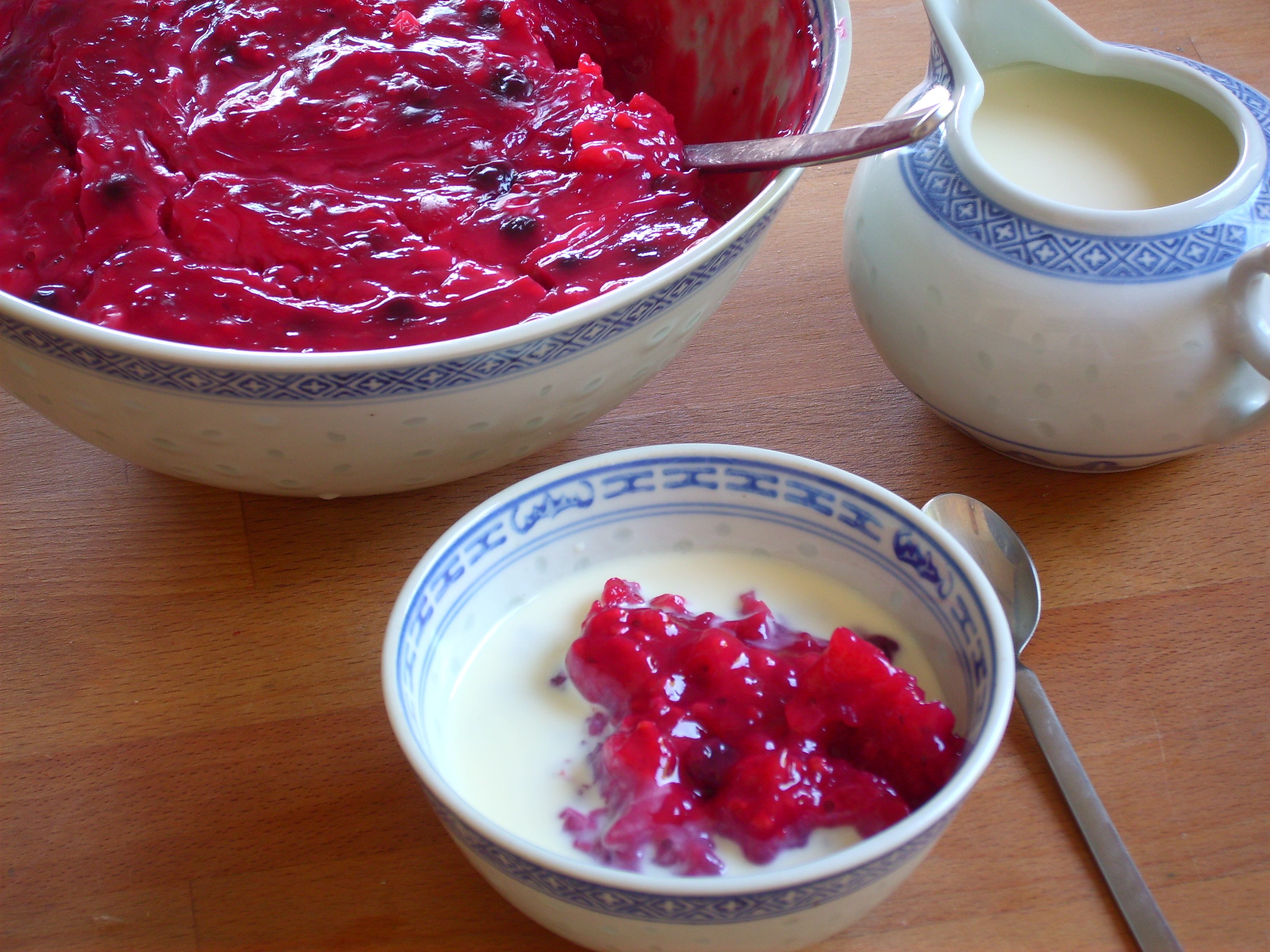
روت جروتز
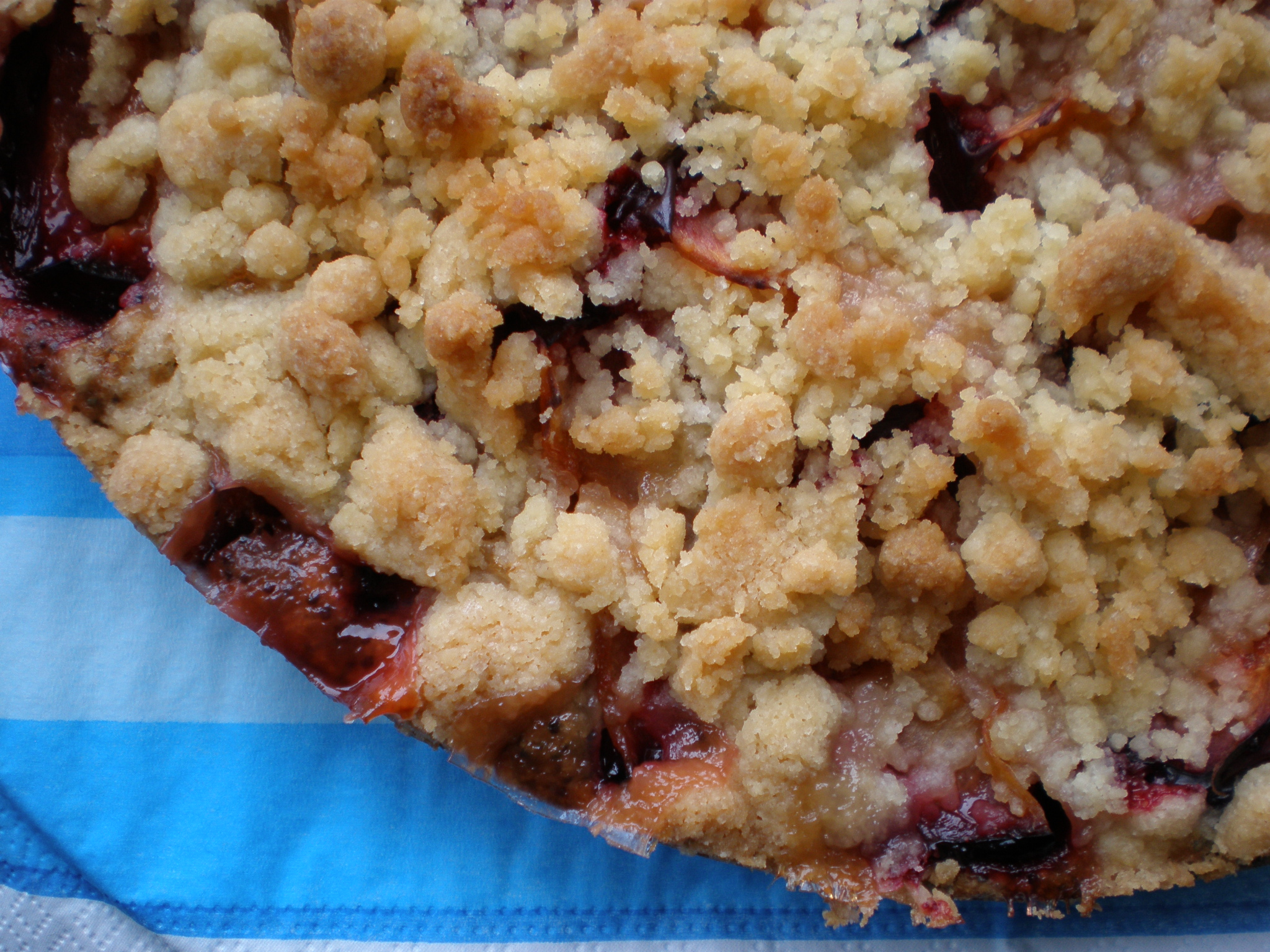
كعكة البرقوق

- خبز سبليتر
- كعكة الجبن
- روت جروتز
- كعكة البرقوق

## المشروبات

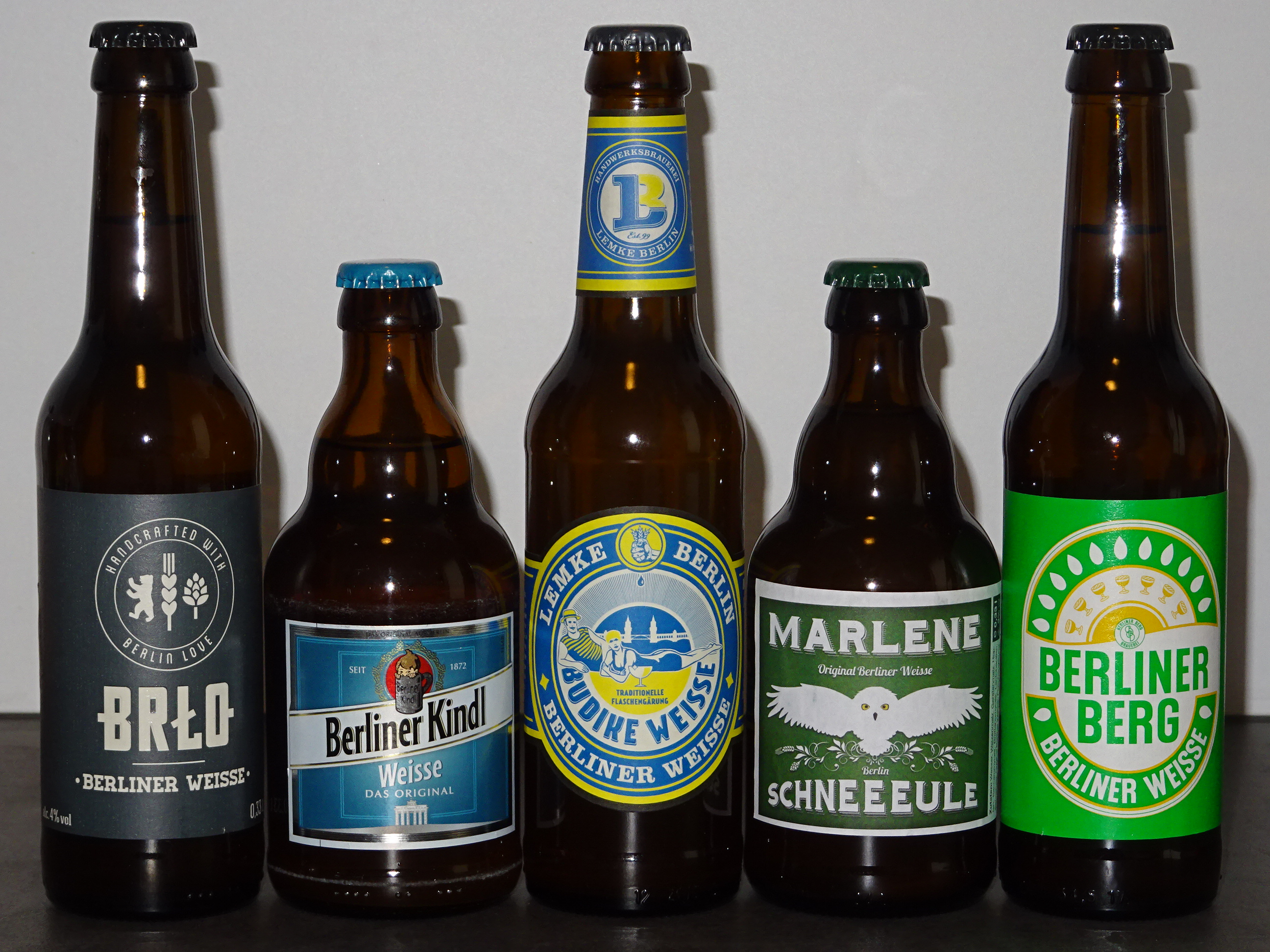
Berliner Weisse من مصانع الجعة المختلفة

تتمتع برلين بتقاليد عريقة في صناعة الجعة. أكثر الأنواع شيوعًا هو بيلسنر . ومن العلامات التجارية المعروفة: شولتيس، Berliner Kindl [الإنجليزية] وبرلينر بيلسنر شائعان. أما بيرة القمح Berliner Weisse فيُشرب منها في الصيف ما يُعرف بـ Berliner Weiße mit Schuss مع شراب التوت أو شراب الخشب .

## الأسواق والمحلات التجارية
المخابز الألمانية التي تقدم مجموعة متنوعة من الخبز والمعجنات منتشرة على نطاق واسع. ويوجد في برلين أكبر سوق للأطعمة الفاخرة في أوروبا في KaDeWe . حيث تُخزَّن أكثر من 34,000 صنف من الأطعمة والمشروبات المتخصصة والراقية. ومن بين أكبر متاجر الشوكولاتة في العالم يوجد Rausch، الذي يُعد من المعالم الشهيرة لعشاق الشوكولاتة.  

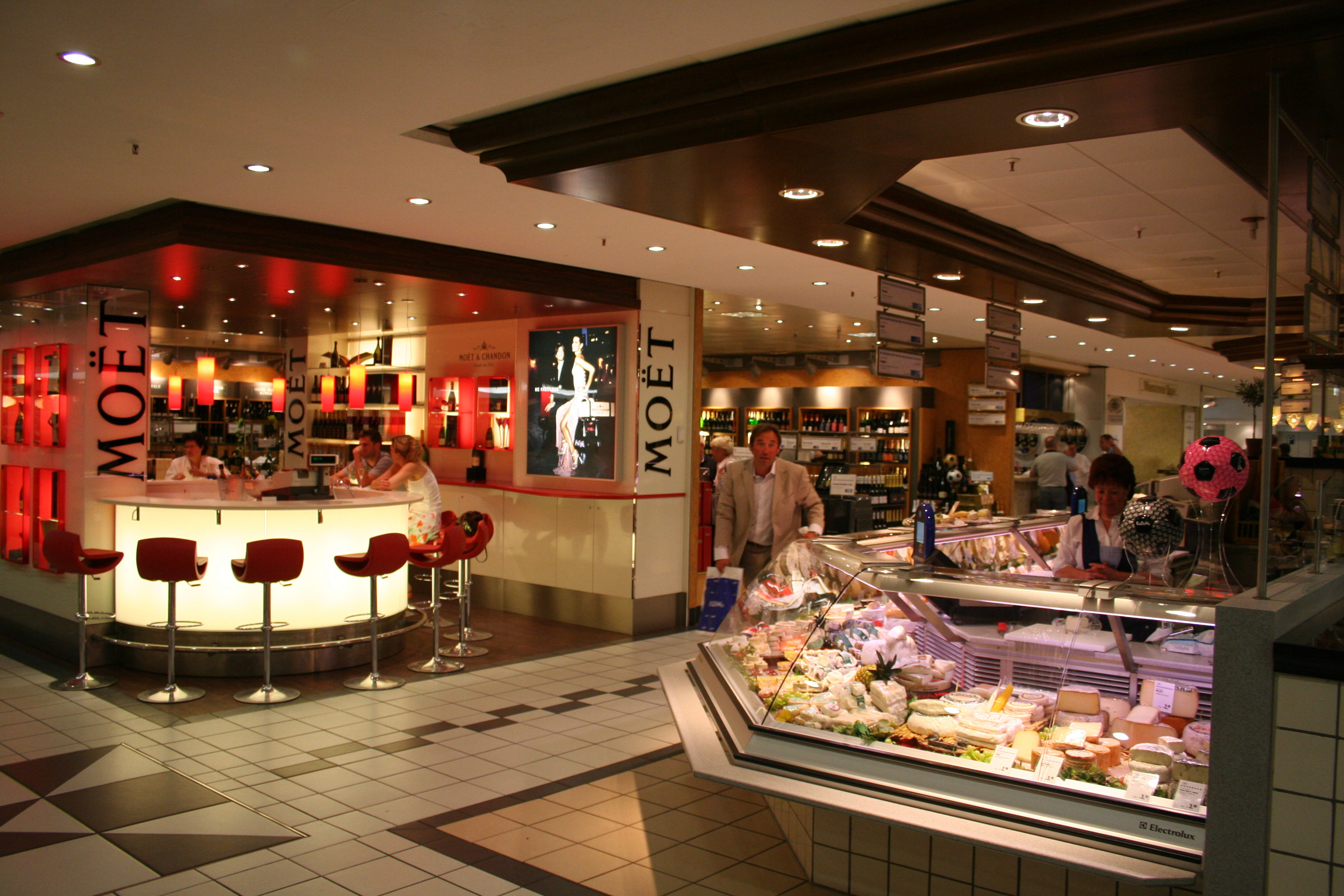
قاعة الطعام في الطابق السادس في متجر Kaufhaus des Westens
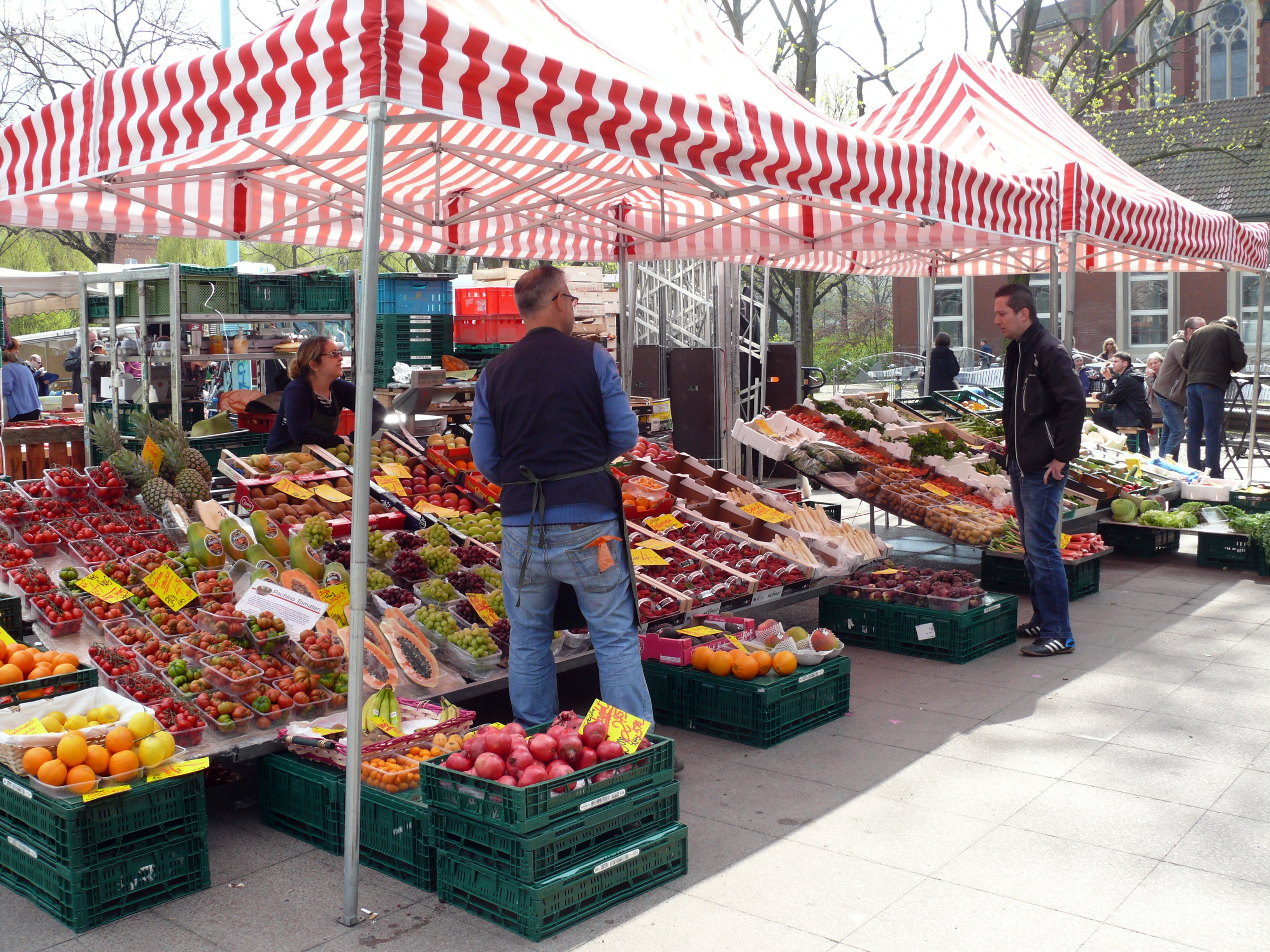
سوق وينترفيلدبلاتس
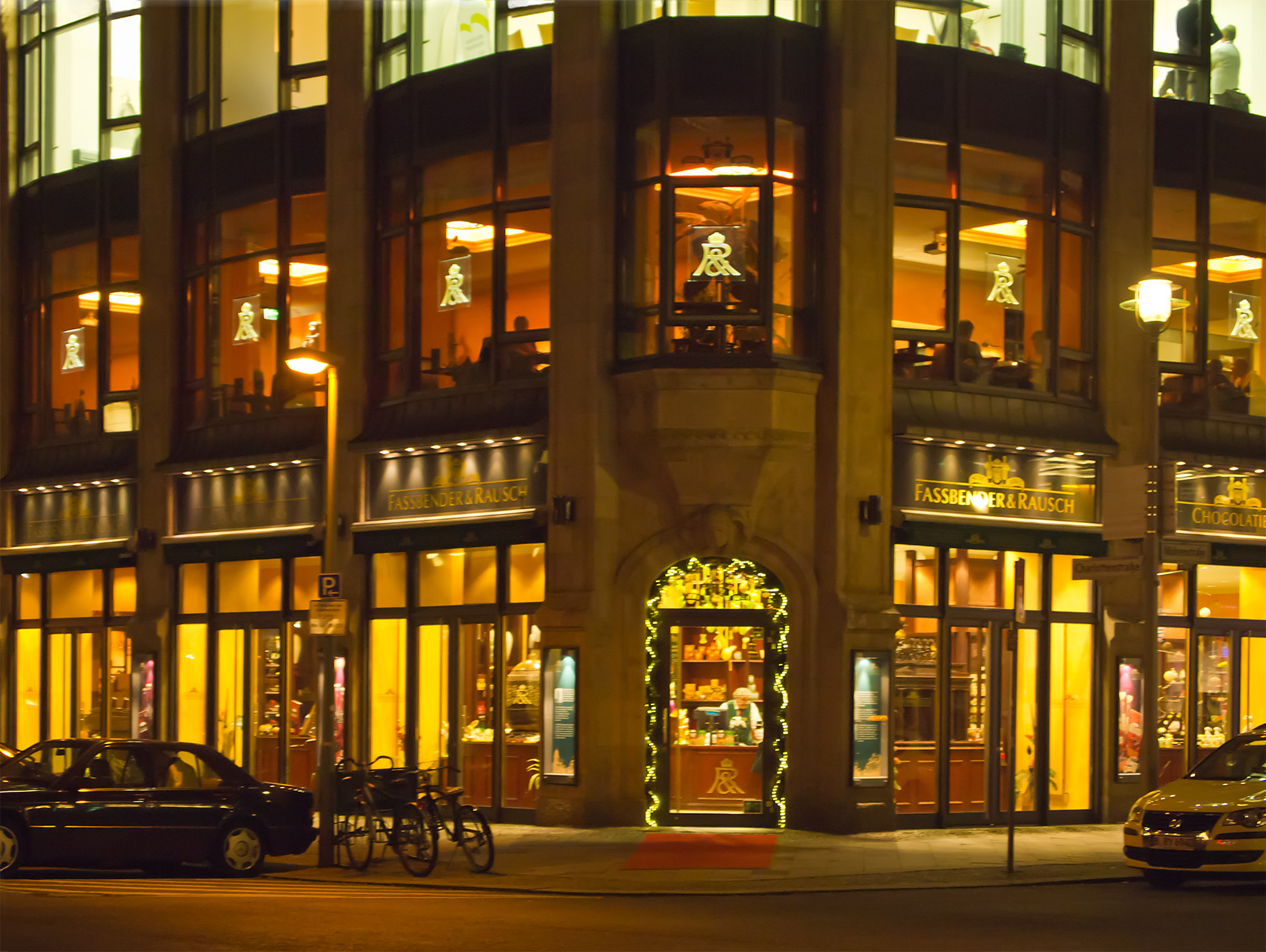
فاسبندر و راوش
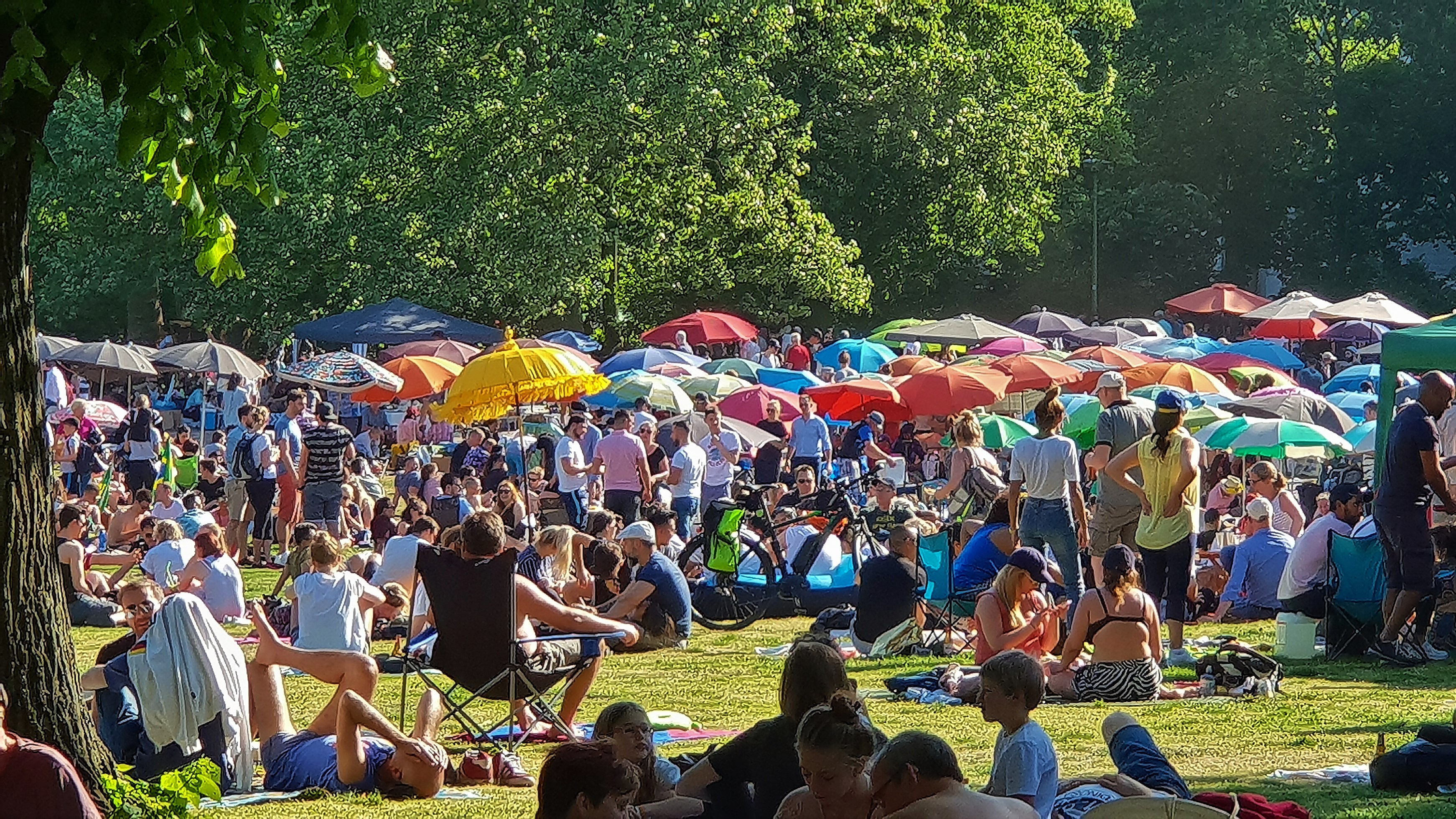
حديقة الطعام التايلاندي
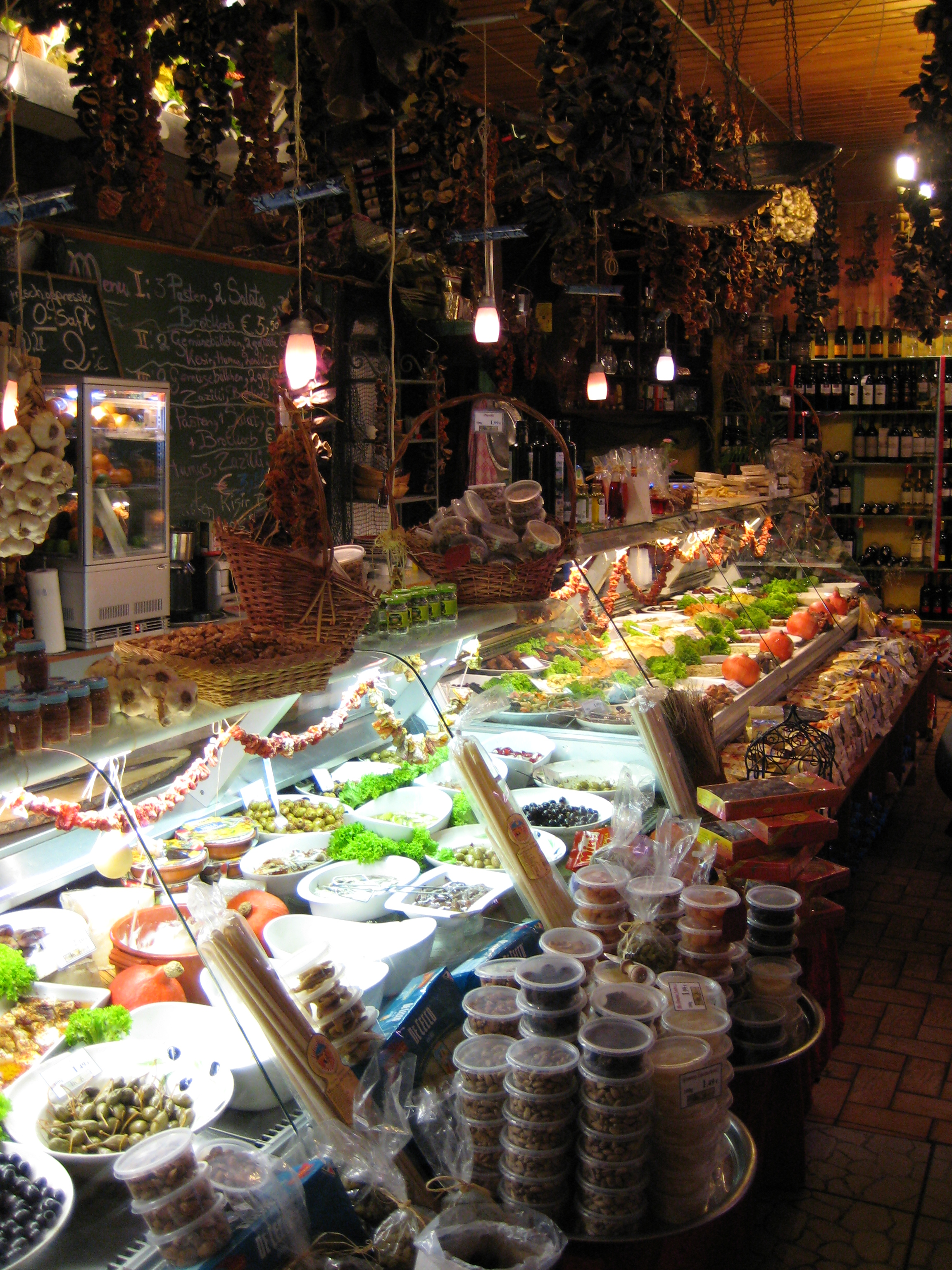
قسم الأطعمة الفاخرة في كرويتسبرغ

## المطاعم والحانات
تحتضن برلين مشهدًا طهويًا متنوعًا يعكس تاريخها كمركز للهجرة. فقد جلب المهاجرون الأتراك والعرب والفيتناميون والعديد من المهاجرين الأوروبيين تقاليدهم الغذائية إلى المدينة. وتُعد نسخة الوجبات السريعة الحديثة من كباب الدونر ، والتي ظهرت في برلين خلال السبعينيات، من الأطباق المفضلة في برلين وحول العالم.  ويُقدّر أن هناك أكثر من 1000 مطعم دونر في برلين وحدها. كما يمكن العثور على الحانات الألمانية، والمطاعم الصينية، والتايلاندية، والهندية، والكورية، واليابانية، بالإضافة إلى مطاعم التاباس الإسبانية، والإيطالية، واليونانية في العديد من مناطق المدينة.

في عام 2017، كان هناك ما مجموعه سبعة مطاعم في برلين حصلت على نجمتي ميشلان . بالإضافة إلى 14 مطعمًا آخر حصل على نجمة واحدة. وفي نفس العام، كانت برلين المدينة التي تضم أكبر عدد من المطاعم الحاصلة على نجوم ميشلان في الدول الناطقة بالألمانية.  تُعرف برلين أيضًا بتنوع عروضها في المأكولات النباتية  والنباتية الصرفة  وهي موطن لمشهد طهوي مبتكر يروّج للنَكهات العالمية، والمكونات المحلية والمستدامة، وساحات طعام الشارع المؤقتة ونوادي العشاء، بالإضافة إلى مهرجانات الطعام مثل أسبوع الطعام في برلين.  

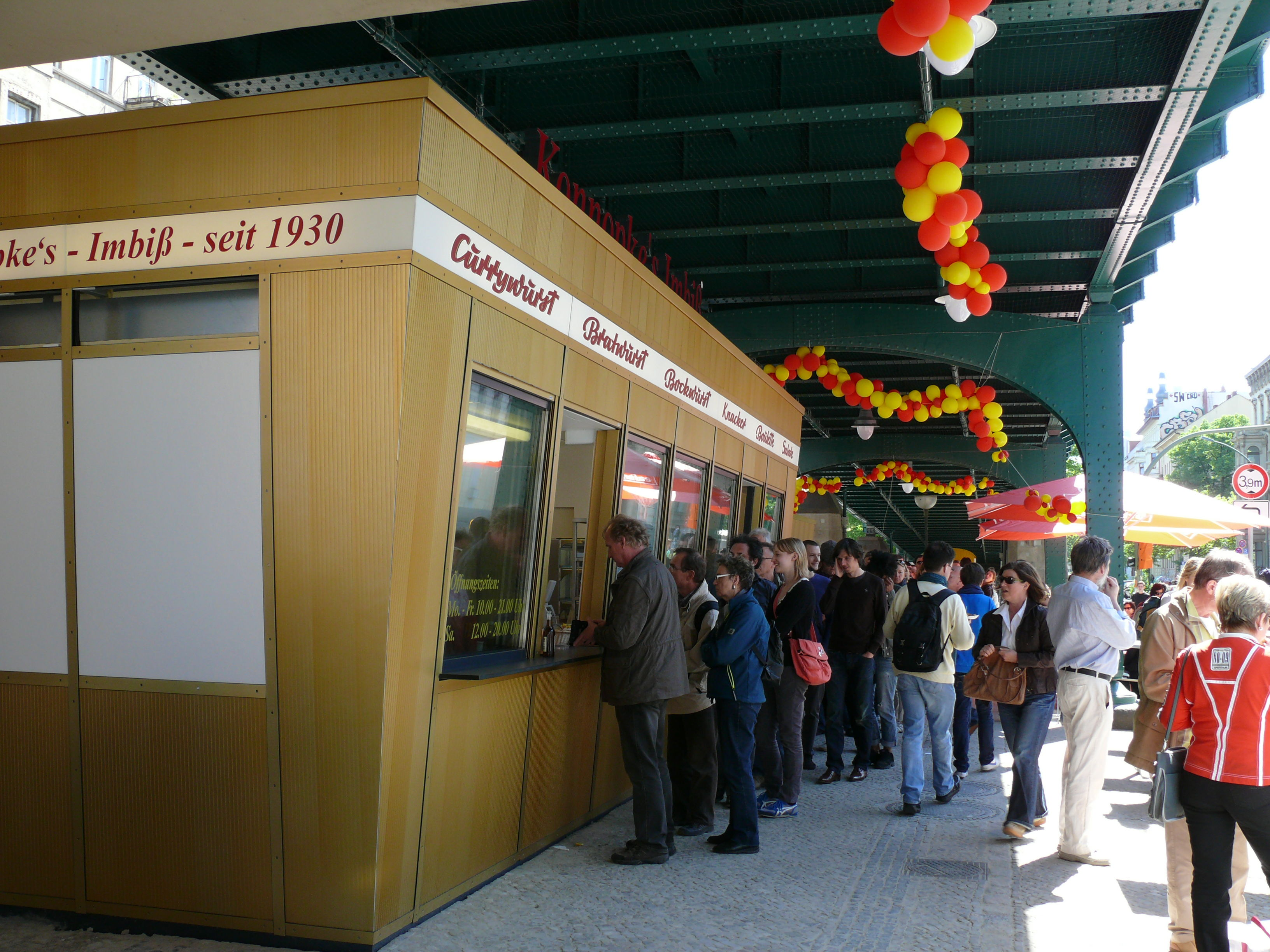
كشك "كونوبكه" للوجبات السريعة
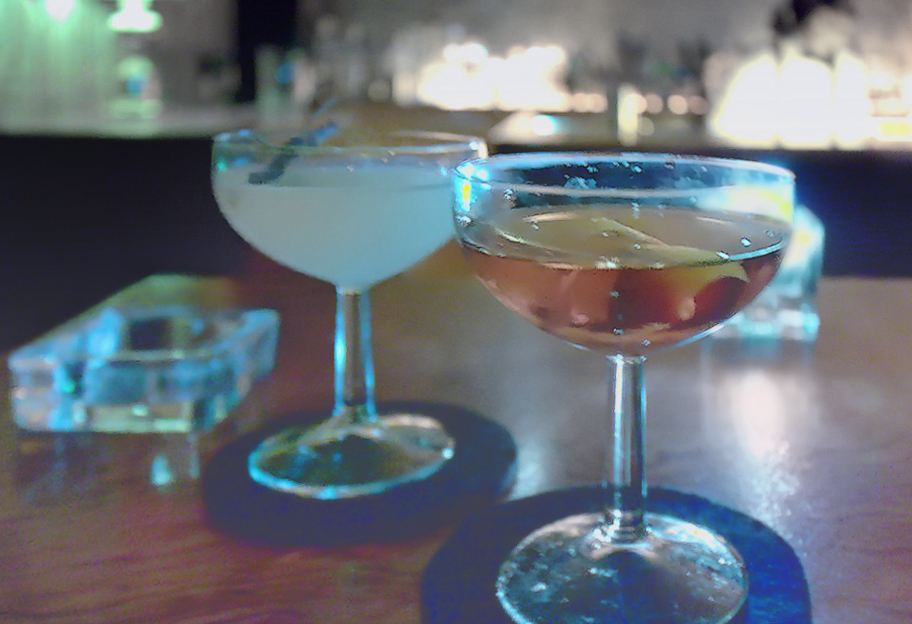
كوكتيلات في بار راينغولد
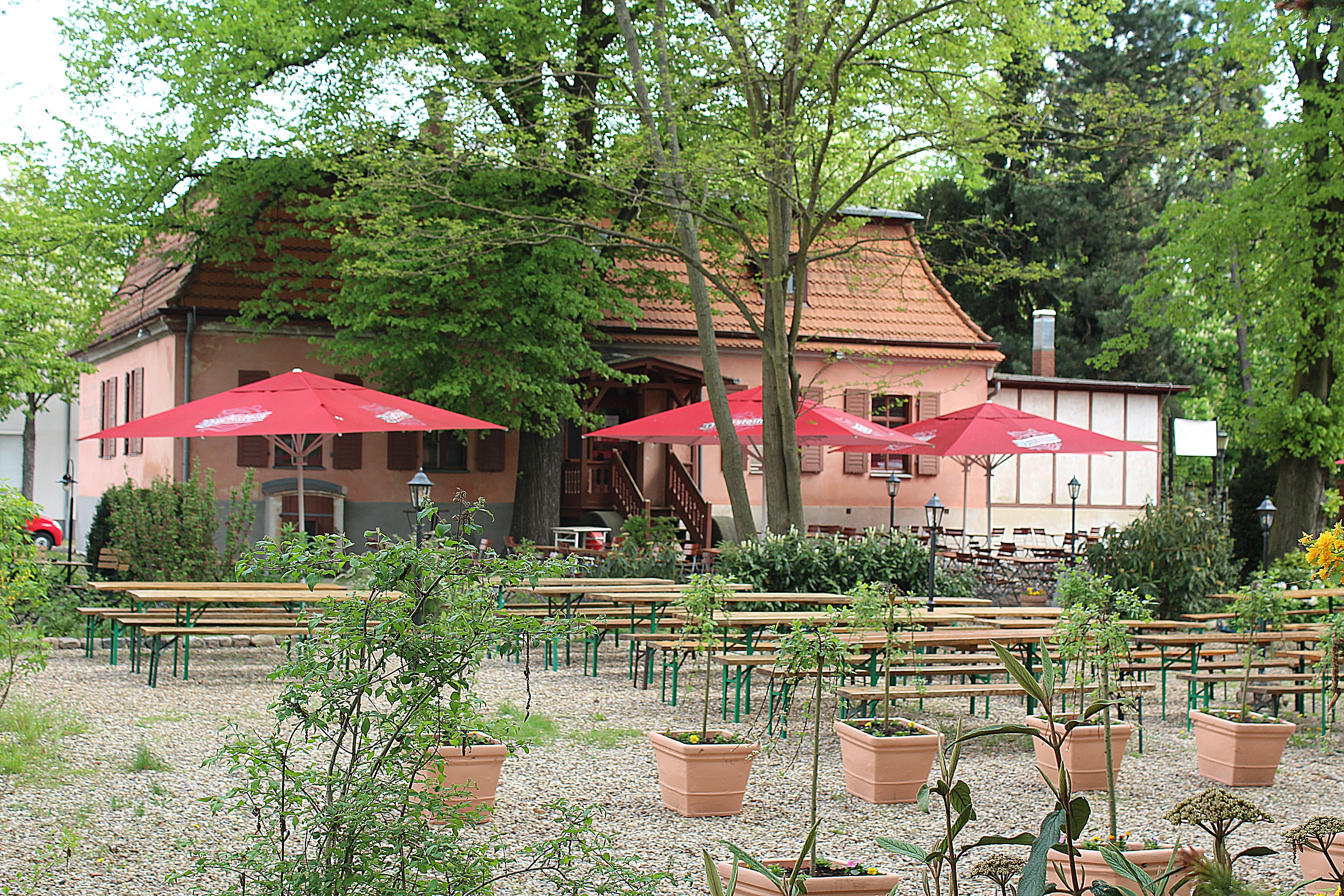
مطعم وحديقة بيرة
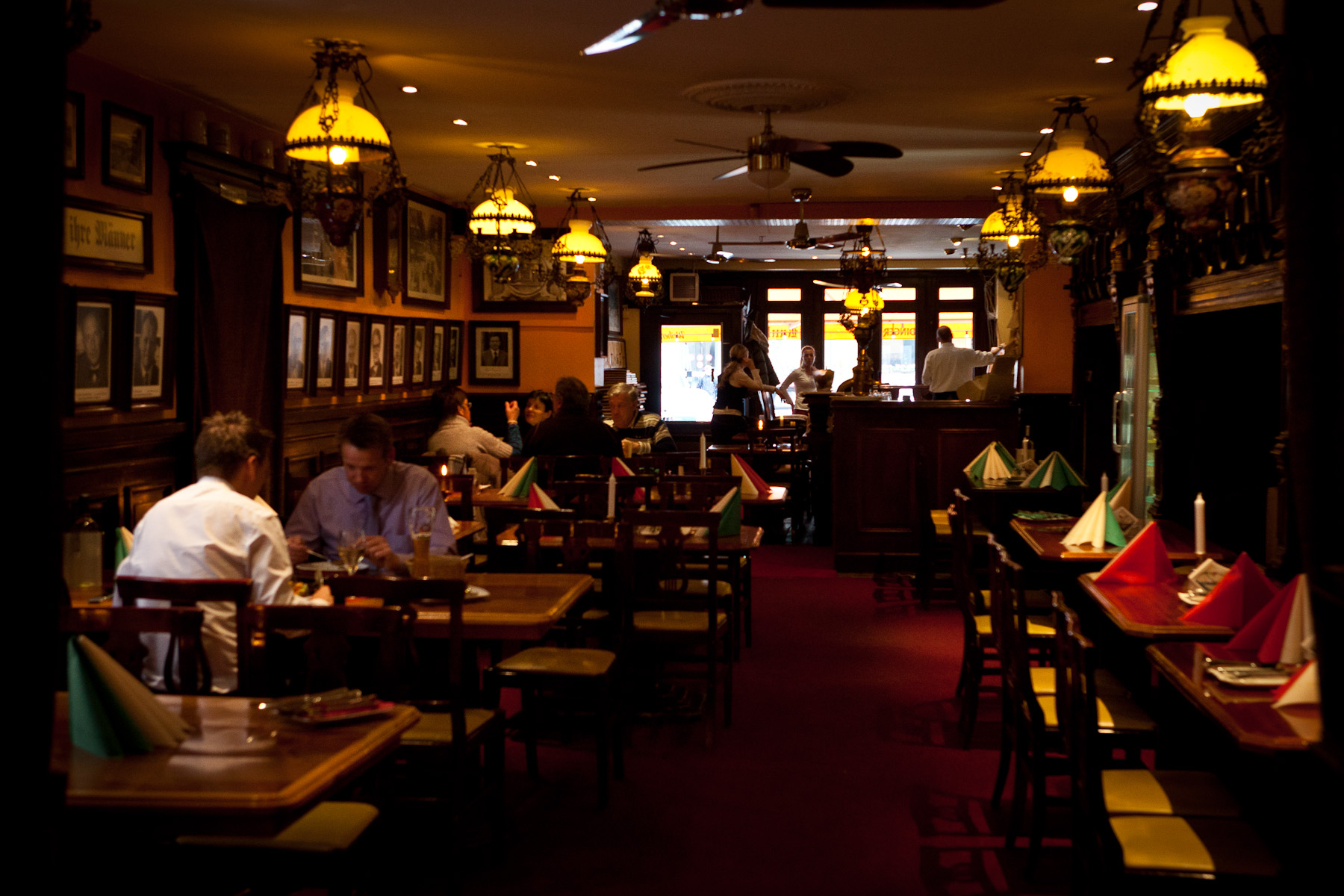
مطعم برلين
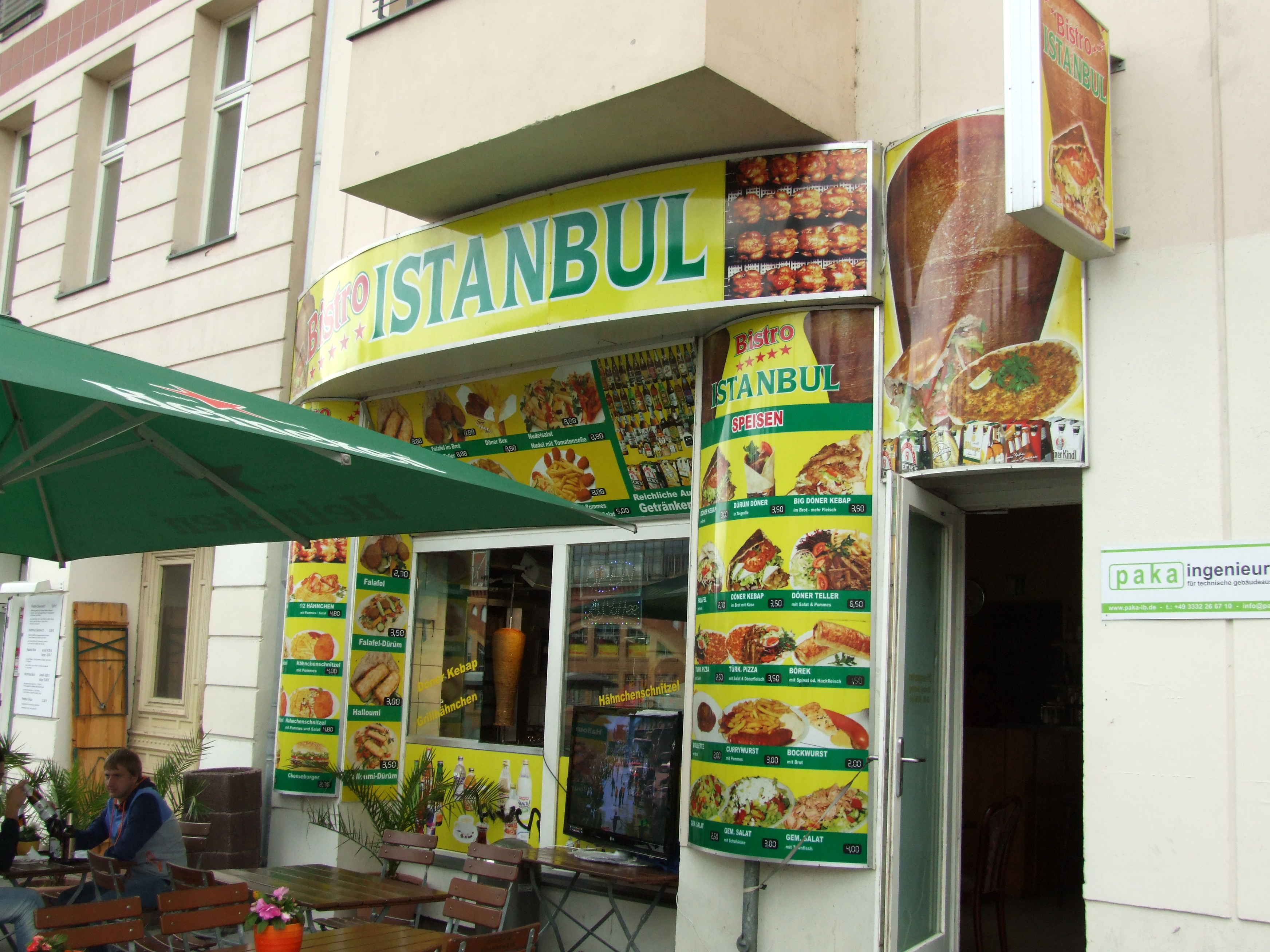
مطعم شاورما دونر

## العطلات
في أيام عيد الميلاد التي تلي ليلة عيد الميلاد، يُعتبر الإوز المشوي من الأطباق الأساسية في وجبات عيد الميلاد.   وغالبًا ما يرتبط موسم مجيء المسيح بالأطعمة الحلوة والحارة مثل Weihnachts- أو Christstollen و Lebkuchen . أما موسم عيد الفصح، فعادةً ما يرتبط ببيض عيد الفصح المصنوع من الشوكولاتة وأرانب عيد الفصح. كما يُشتهر موسم الكرنفال االسابق وعيد رأس السنة الجديدة بطبق Pfannkuchen، وهو نوع من الكعك المقلي.

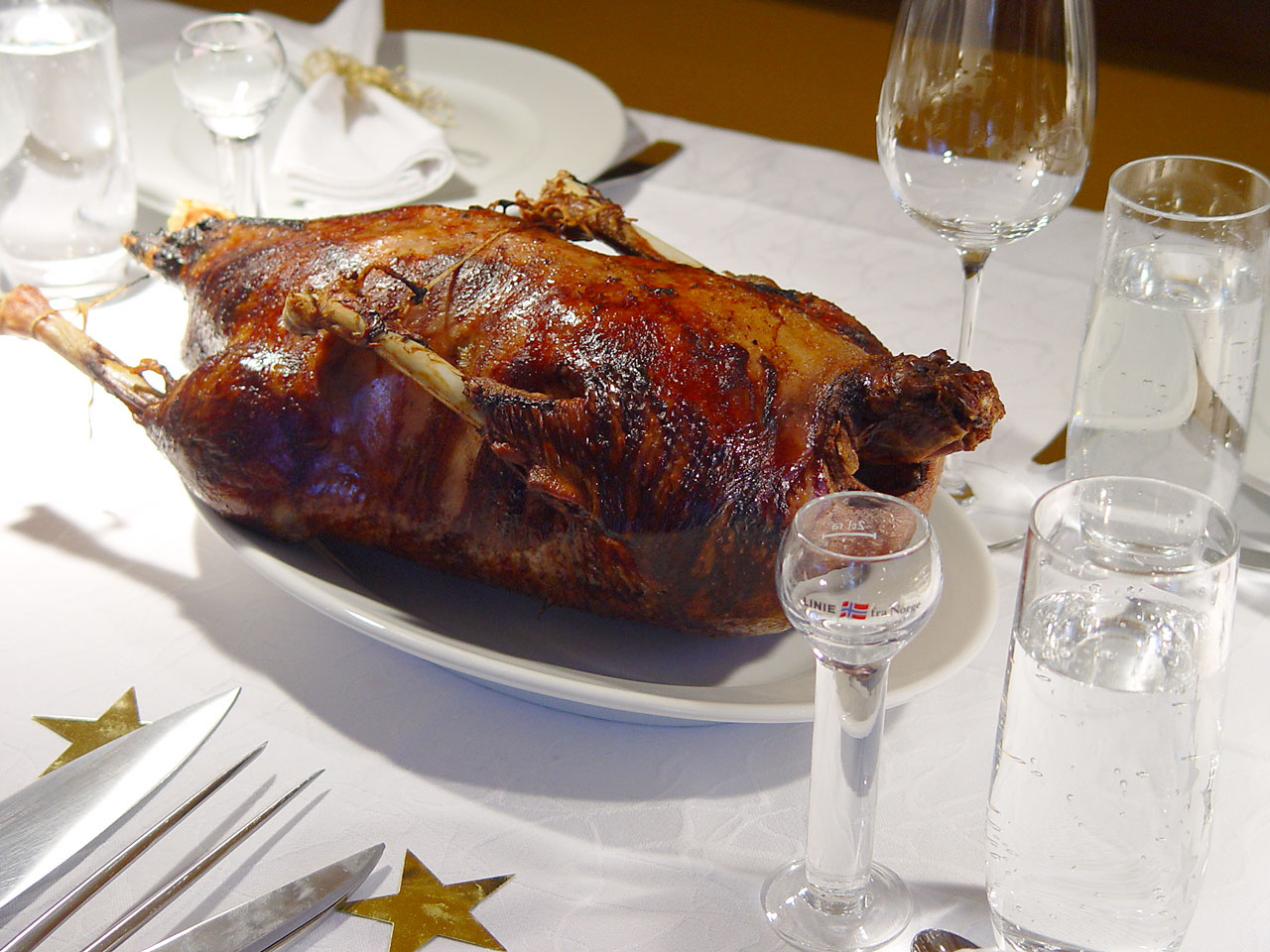
الإوز المشوي في عيد الميلاد
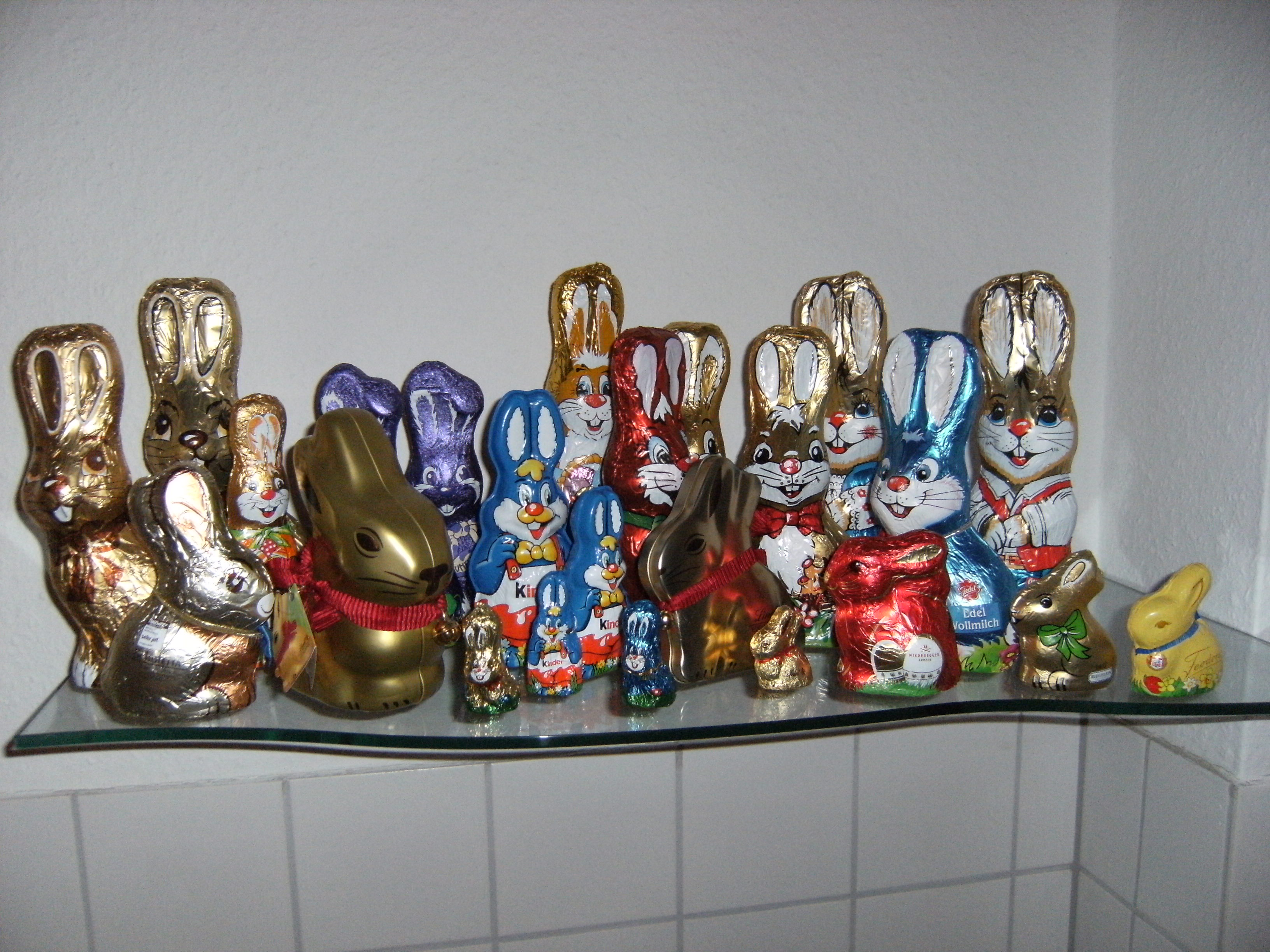
أرنب عيد الفصح الشوكولاتي
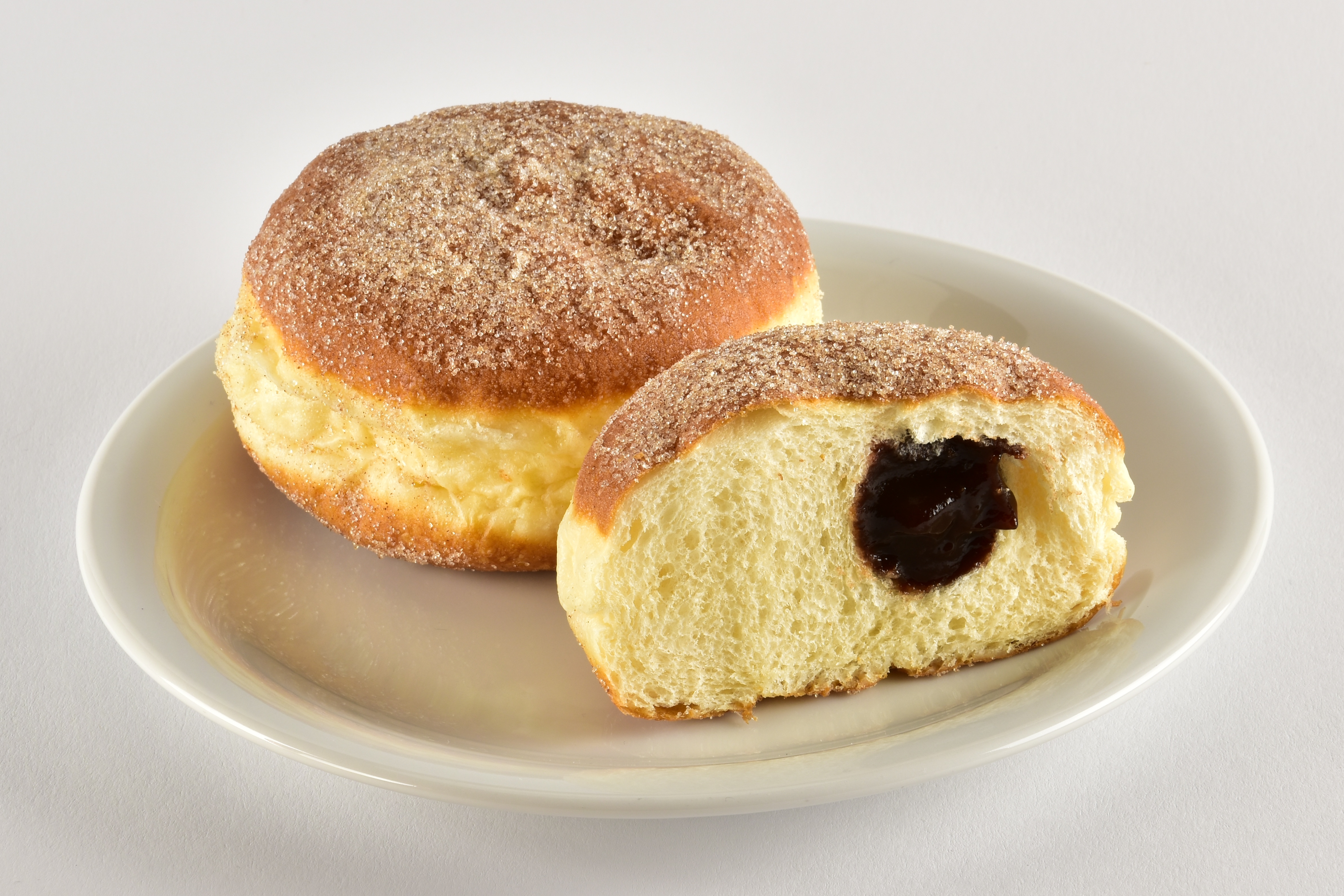
بفانكوخن برليني

## الشركات والعلامات التجارية
- أغسطس ستورك : توفيفي، كنوبيرز، ويرثر الأصلي
- شركة بيو
- هيلو فريش
- بطل التوصيل
- براويري ليمكي
- نباتي

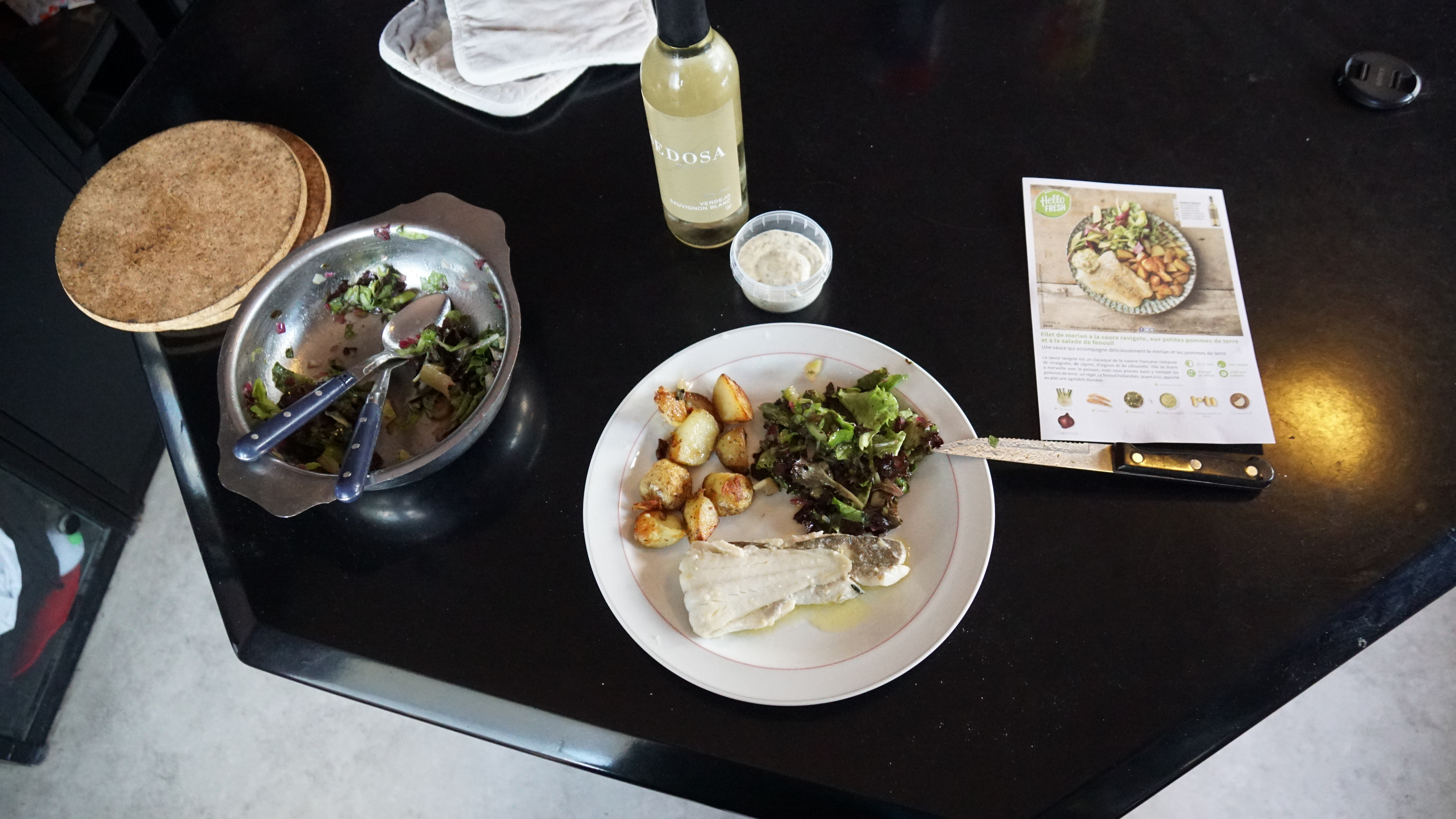
وجبة هيلو فريش
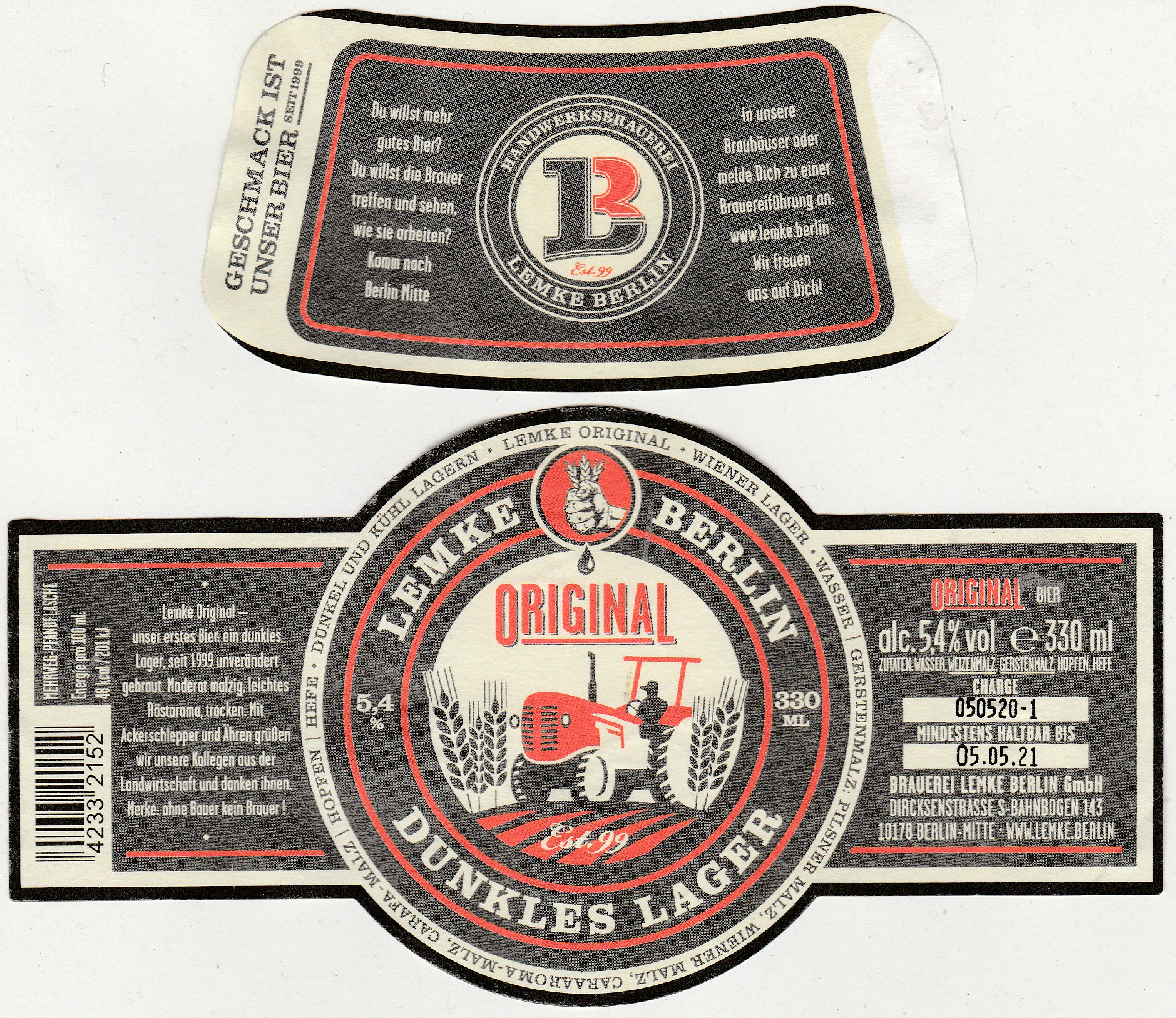
بيرة ليمكي
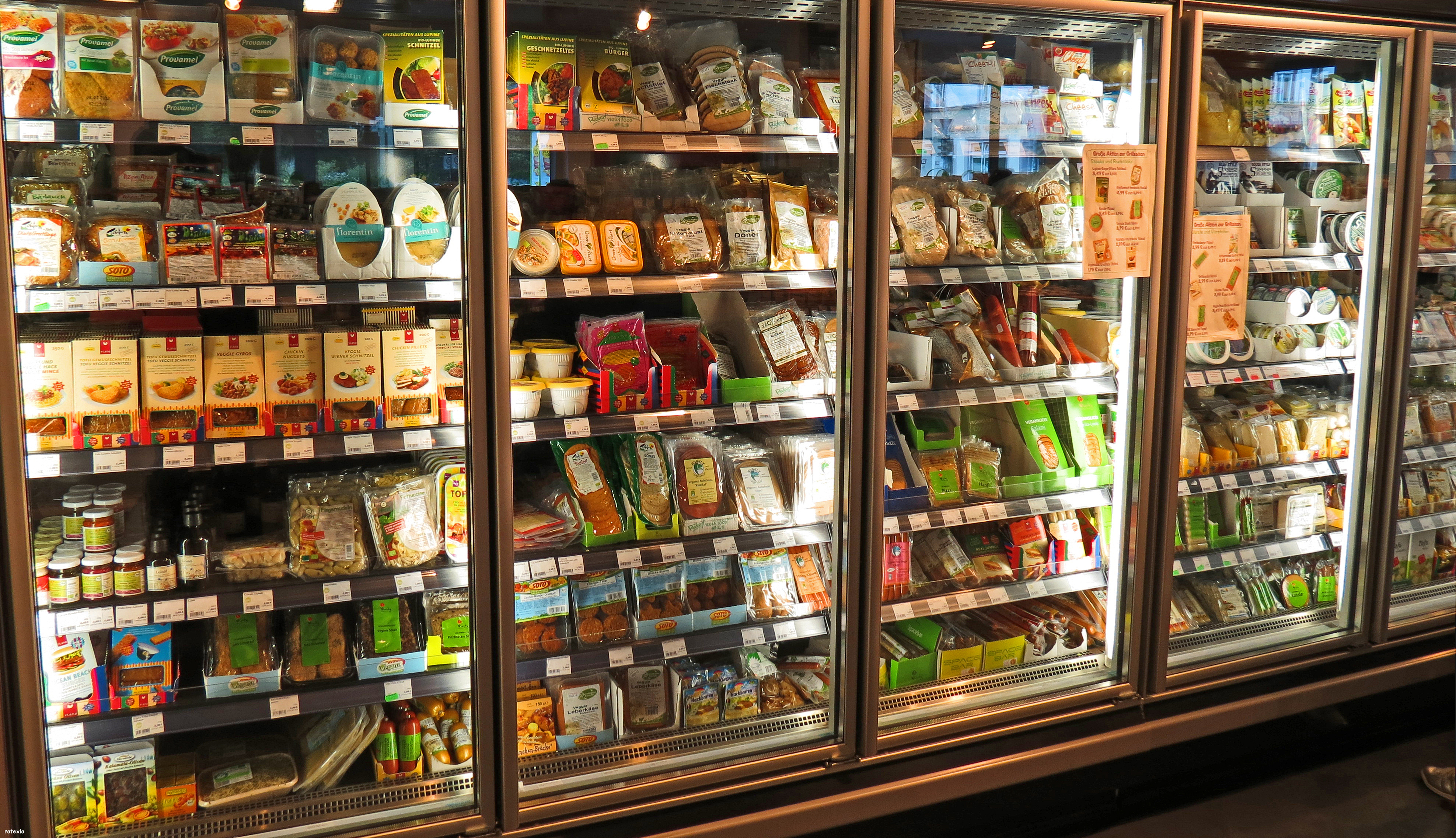
متجر فيجانز